# Komiksy Romano Scarpy
Romano Scarpa – włoski rysownik, zajmujący się głównie tworzeniem komiksów związanych ze światem Walta Disneya.
Jest to kompletna lista disnejowskich komiksów Romano Scarpy posortowana według daty pierwszej publikacji.
| #   | Data     | Tytuł polski                      | Tytuł oryginalny                                                                            | Strony | Główny bohater                   | Rysunki                           | Scenariusz                                  | Kod          |
| --- | -------- | --------------------------------- | ------------------------------------------------------------------------------------------- | ------ | -------------------------------- | --------------------------------- | ------------------------------------------- | ------------ |
| 1   | 1953-11  |                                   | Biancaneve e verde fiamma                                                                   | 51     | Królewna Śnieżka                 | Romano Scarpa                     | Guido Martina                               | I TL 78-AP   |
| 2   | 1953-12  |                                   | Almanacco Topolino 1954                                                                     | 12     | brak (różne postacie Disneya)    | Romano Scarpa                     | Guido Martina                               | I AO 53050-A |
| 3   | 1954-08  |                                   | Paperino „3D”                                                                               | 45     | Kaczor Donald                    | Romano Scarpa                     | Guido Martina                               | I TL 97-BP   |
| 4   | 1954-11  |                                   | Biancaneve, la strega e lo scudiero                                                         | 30     | Królewna Śnieżka                 | Romano Scarpa                     | Guido Martina                               | I AO 54045-A |
| 5   | 1954-12  |                                   | Topolino e le delizie natalizie                                                             | 29     | Myszka Miki                      | Romano Scarpa                     | Guido Martina                               | I AO 54051-A |
| 6   | 1955-02  |                                   | Il carnevale di Paperin Paperone                                                            | 31     | Kaczor Donald i Sknerus McKwacz  | Romano Scarpa                     | Guido Martina                               | I AO 55006-A |
| 7   | 1955-03  |                                   | Paperino e l'ora dell'oro                                                                   | 31     | Goguś                            | Romano Scarpa                     | Guido Martina                               | I AO 55010-A |
| 8   | 1955-06  | Podwójny sekret Fantomena         | Topolino e il doppio segreto di Macchia Nera                                                | 76     | Myszka Miki i Fantomen           | Romano Scarpa                     | Guido Martina                               | I TL 116-AP  |
| 9   | 1956-02  |                                   | Paperino e i gamberi in salmì                                                               | 50     | Kaczor Donald                    | Romano Scarpa                     | Romano Scarpa                               | I TL 132-AP  |
| 10  | 1956-03  |                                   | Paperino e l'amuleto di Amùndsen                                                            | 33     | Kaczor Donald                    | Romano Scarpa                     | Romano Scarpa                               | I TL 135-A   |
| 11  | 1956-07  |                                   | Topolino e il mistero di Tapioco Sesto                                                      | 53     | Myszka Miki                      | Romano Scarpa                     | Romano Scarpa                               | I TL 142-AP  |
| 12  | 1957-01  |                                   | Topolino e il campionissimo                                                                 | 32     | Myszka Miki                      | Romano Scarpa                     | Romano Scarpa                               | I TL 154-A   |
| 13  | 1957-03  |                                   | Topolino e il Pippotarzan                                                                   | 55     | Myszka Miki                      | Romano Scarpa                     | Romano Scarpa                               | I TL 158-AP  |
| 14  | 1957-07  |                                   | Paperino e l'antidollarossera                                                               | 25     | Kaczor Donald                    | Romano Scarpa                     | Romano Scarpa                               | I AT 7-A     |
| 15  | 1957-07  | Mikrokosmos                       | Topolino e la nave del microcosmo                                                           | 33     | Myszka Miki                      | Romano Scarpa                     | Romano Scarpa                               | I TL 167-A   |
| 16  | 1957-10  |                                   | I Sette Nani e il trono di diamanti                                                         | 45     | Siedmiu Krasnoludków             | Romano Scarpa                     | Romano Scarpa                               | I TL 172-BP  |
| 17  | 1957-11  | Okręt widmo                       | Paperino e la leggenda dello «scozzese volante»                                             | 49     | Kaczor Donald                    | Romano Scarpa                     | Romano Scarpa                               | I TL 174-AP  |
| 18  | 1958-03  |                                   | Topolino e l'unghia di Kalì                                                                 | 50     | Myszka Miki                      | Romano Scarpa                     | Romano Scarpa                               | I TL 183-AP  |
| 19  | 1958-09  | Fundacja McKwacza                 | Paperino e la „Fondazione De' Paperoni”                                                     | 25     | Kaczor Donald                    | Romano Scarpa                     | Romano Scarpa                               | I AT 21-A    |
| 20  | 1958-09  |                                   | Paperino e la scuola dei guai                                                               | 60     | Kaczor Donald                    | Romano Scarpa                     | Guido Martina                               | I TL 195-AP  |
| 21  | 1959-03  |                                   | Topolino e la dimensione Delta                                                              | 72     | Myszka Miki                      | Romano Scarpa                     | Romano Scarpa                               | TL 206-AP    |
| 22  | 1959-08  |                                   | Paperino e l'uomo di Ula-Ula                                                                | 37     | Kaczor Donald                    | Romano Scarpa                     | Romano Scarpa                               | I TL 216-B   |
| 23  | 1959-11  |                                   | Topolino e Bip-Bip alle sorgenti mongole                                                    | 59     | Myszka Miki                      | Romano Scarpa                     | Romano Scarpa                               | I TL 222-AP  |
| 24  | 1959-12  |                                   | Sette Nani e la fata incatenata                                                             | 60     | Siedmiu Krasnoludków             | Romano Scarpa                     | Guido Martina                               | I AT 36-A    |
| 25  | 1960-02  |                                   | La leggenda di Paperin Hood                                                                 | 66     | Kaczor Donald                    | Romano Scarpa                     | Romano Scarpa                               | I TL 228-AP  |
| 26  | 1960-03  | Gdzie jest szef?                  | Topolino e la collana Chirikawa                                                             | 59     | Myszka Miki                      | Romano Scarpa                     | Romano Scarpa                               | I TL 230-AP  |
| 27  | 1960-06  |                                   | I Sette Nani e l'anello di betulla                                                          | 37     | Siedmiu Krasnoludków             | Romano Scarpa                     | Romano Scarpa                               | I TL 238-A   |
| 28  | 1960-07  |                                   | Zio Paperone e l'ultimo balabù                                                              | 35     | Sknerus McKwacz                  | Romano Scarpa                     | Romano Scarpa                               | I TL 243-A   |
| 29  | 1960-09  | Afera fasolowa                    | Paperino e le lenticchie di Babilonia                                                       | 71     | Kaczor Donald                    | Romano Scarpa                     | Romano Scarpa                               | I TL 250-AP  |
| 30  | 1960-10  |                                   | Topolino e il Bip Bip -15                                                                   | 63     | Kaczor Donald                    | Romano Scarpa                     | Romano Scarpa                               | I TL 257-AP  |
| 31  | 1961-02  |                                   | Zio Paperone e il ratto di Brigitta                                                         | 33     | Sknerus McKwacz i Kaczencja      | Romano Scarpa                     | Romano Scarpa                               | I TL 272-A   |
| 32  | 1961-02  |                                   | Topolino imperatore della Calidornia                                                        | 69     | Myszka Miki                      | Romano Scarpa                     | Romano Scarpa                               | I TL 274-AP  |
| 33  | 1961-05  | Agent FBI                         | Paperino agente dell'F.B.I.!                                                                | 31     | Kaczor Donald                    | Romano Scarpa                     | Romano Scarpa                               | I TL 285-B   |
| 34  | 1961-06  |                                   | Topolino nel favoloso regno di Shan-Grillà                                                  | 65     | Myszka Miki                      | Romano Scarpa                     | Romano Scarpa                               | I TL 288-AP  |
| 35  | 1961-07  |                                   | Paperino e il colosso del Nilo                                                              | 45     | Kaczor Donald                    | Romano Scarpa                     | Romano Scarpa                               | I TL 292-AP  |
| 36  | 1961-08  |                                   | Zio Paperone e la gara da 100 $                                                             | 32     | Sknerus McKwacz                  | Romano Scarpa                     | Romano Scarpa                               | I TL 299-A   |
| 37  | 1961-09  |                                   | Topolino e la fiamma eterna di Kalhoa                                                       | 63     | Myszka Miki                      | Romano Scarpa                     | Romano Scarpa                               | I TL 303-AP  |
| 38  | 1961-10  |                                   | Topolino e il gigante della pubblicità                                                      | 61     | Myszka Miki                      | Romano Scarpa                     | Romano Scarpa                               | I TL 307-AP  |
| 39  | 1961-12  |                                   | Codino cavallo marino                                                                       | 33     | Codino                           | Romano Scarpa                     | Romano Scarpa                               | I TL 317-A   |
| 40  | 1962-03  |                                   | Paperino e la farfalla di Colombo                                                           | 61     | Kaczor Donald                    | Romano Scarpa                     | Romano Scarpa                               | I TL 327-AP  |
| 41  | 1962-03  | Na tropie filantropa              | Zio Paperone e l'allergia discoica                                                          | 32     | Kaczor Donald                    | Romano Scarpa                     | Roberto Catalano                            | I TL 330-A   |
| 42  | 1962-04  |                                   | Biancaneve e la Pasqua nel bosco                                                            | 29     | Królewna Śnieżka                 | Romano Scarpa                     | Romano Scarpa                               | I TL 334-A   |
| 43  | 1962-05  |                                   | Topolino e la pista delle pistole                                                           | 30     | Myszka Miki                      | Romano Scarpa                     | Gian Giacomo Dalmasso                       | I TL 336-A   |
| 44  | 1962-05  | Zaćmienie szczęścia               | Gastone e l'eclissi di fortuna                                                              | 30     | Goguś                            | Romano Scarpa                     | Giampaolo Barosso i Abramo Barosso          | I TL 337-B   |
| 45  | 1962-05  |                                   | Eta Beta e la cometa al fenantrone                                                          | 29     | Ele-Mele                         | Romano Scarpa                     | Roberto Catalano                            | I TL 339-A   |
| 46  | 1962-06  |                                   | Pippo e la Banda Tris                                                                       | 24     | Goofy                            | Romano Scarpa                     | Roberto Catalano                            | I AT 66-B    |
| 47  | 1962-07  | Nauka poszła w las                | Paperino supplente incaricato                                                               | 31     | Kaczor Donald                    | Romano Scarpa                     | Giampaolo Barosso i Abramo Barosso          | I TL 347-A   |
| 48  | 1962-07  |                                   | Topolino e il pappagallo matematico                                                         | 29     | Myszka Miki                      | Romano Scarpa                     | Giampaolo Barosso i Abramo Barosso          | I TL 347-B   |
| 49  | 1962-07  | Kozioł nieofiarny                 | Paperino e il capro di Acatapulco                                                           | 29     | Kaczor Donald                    | Romano Scarpa                     | Giampaolo Barosso i Abramo Barosso          | I TL 348-A   |
| 50  | 1962-08  | Państwo to ja                     | Paperon De' Paperoni visir di Papatoa                                                       | 29     | Sknerus McKwacz                  | Romano Scarpa                     | Rodolfo Cimino                              | I TL 352-A   |
| 51  | 1962-09  |                                   | Paperino e la maliarda miliardaria                                                          | 31     | Kaczor Donald                    | Romano Scarpa                     | Giampaolo Barosso i Abramo Barosso          | I TL 353-A   |
| 52  | 1962-07  | Jak ugryźć jedenaście milionów    | Zio Paperone e la „Donnetta nera”                                                           | 29     | Sknerus McKwacz                  | Romano Scarpa                     | Giampaolo Barosso i Abramo Barosso          | I TL 355-B   |
| 53  | 1962-09  |                                   | Zio Paperone e il clavicembalo scrivano                                                     | 40     | Sknerus McKwacz                  | Romano Scarpa                     | Giampaolo Barosso i Abramo Barosso          | I TL 357-A   |
| 54  | 1962-11  | Amulet na miarę                   | Zio Paperone e l'amuleto su misura                                                          | 30     | Sknerus McKwacz                  | Romano Scarpa                     | Carlo Chendi                                | I TL 363-A   |
| 55  | 1962-12  |                                   | Paperino e il premio di bontà                                                               | 30     | Kaczor Donald                    | Romano Scarpa                     | Carlo Chendi                                | I TL 369-A   |
| 56  | 1962-12  | Złodzieje choinek                 | Topolino e gli abeti Himalaiani                                                             | 29     | Myszka Miki                      | Romano Scarpa                     | Giampaolo Barosso i Abramo Barosso          | I TL 370-B   |
| 57  | 1962-12  |                                   | Paperino e la gloria nazionale                                                              | 34     | Kaczor Donald                    | Romano Scarpa                     | Romano Scarpa                               | I TL 370-A   |
| 58  | 1963-02  | Wynalazek w złych rękach          | Archimede e lo struzzicano trovarobe                                                        | 30     | Diodak                           | Romano Scarpa                     | Romano Scarpa                               | I TL 378-A   |
| 59  | 1963-03  |                                   | Topolino e l'uomo di Altacraz                                                               | 66     | Myszka Miki                      | Romano Scarpa                     | Romano Scarpa                               | I TL 380-AP  |
| 60  | 1963-03  |                                   | Zio Paperone e il petrolio proibito                                                         | 33     | Sknerus McKwacz                  | Romano Scarpa                     | Rodolfo Cimino                              | I TL 382-A   |
| 61  | 1963-04  |                                   | Zio Paperone e le lucciole industriali                                                      | 33     | Sknerus McKwacz                  | Romano Scarpa                     | Romano Scarpa                               | I TL 386-A   |
| 62  | 1963-04  | Na własną płetwę                  | Qui, Quo, Qua e i ricattatori ricattati                                                     | 31     | Hyzio, Dyzio i Zyzio             | Romano Scarpa                     | Gian Giacomo Dalmasso                       | I TL 386-C   |
| 63  | 1963-05  |                                   | Zio Paperone e la sfortuna al 99%                                                           | 29     | Sknerus McKwacz                  | Romano Scarpa                     | Roberto Catalano                            | I TL 388-B   |
| 64  | 1963-06  |                                   | Paperino „fortunatissimo bis”                                                               | 29     | Kaczor Donald                    | Romano Scarpa                     | Giampaolo Barosso i Abramo Barosso          | I TL 392-A   |
| 65  | 1963-06  |                                   | Gastone e la crociera machiavellica                                                         | 15     | Goguś                            | Romano Scarpa                     | Giampaolo Barosso i Abramo Barosso          | I TL 394-B   |
| 66  | 1963-06  |                                   | Topolino & Pippo aggiustatori scatenati                                                     | 13     | Myszka Miki i Goofy              | Romano Scarpa                     | Giampaolo Barosso                           | I TL 395-B   |
| 67  | 1963-07  |                                   | Topolino e il canguro di corallo                                                            | 66     | Myszka Miki                      | Romano Scarpa                     | Romano Scarpa                               | I TL 400-AP  |
| 68  | 1963-09  |                                   | Paperino e gli anelli dei dogi                                                              | 32     | Kaczor Donald                    | Romano Scarpa                     | Carlo Chendi                                | I TL 406-A   |
| 69  | 1963-09  |                                   | Topolino e il finale giallo                                                                 | 29     | Myszka Miki                      | Romano Scarpa                     | Michele Gazzarri                            | I TL 407-B   |
| 70  | 1963-09  |                                   | Paperino intelligentone a ondate                                                            | 33     | Kaczor Donald                    | Romano Scarpa                     | Romano Scarpa                               | I TL 408-A   |
| 71  | 1963-10  |                                   | I Sette Nani e la balza del lupo                                                            | 20     | Siedmiu Krasnoludków             | Romano Scarpa                     | Gian Giacomo Dalmasso                       | I TL 412-B   |
| 72  | 1963-12  |                                   | Paperino e il pallone diamantifero                                                          | 29     | Kaczor Donald                    | Romano Scarpa                     | Romano Scarpa                               | I TL 419-A   |
| 73  | 1964-01  |                                   | Paperina e i gemelli veneziani                                                              | 27     | Kaczka Daisy                     | Romano Scarpa                     | Osvaldo Pavese                              | I TL 424-A   |
| 74  | 1964-01  |                                   | Zio Paperone e il coniglio ranista                                                          | 29     | Sknerus McKwacz                  | Romano Scarpa                     | Giampaolo Barosso i Abramo Barosso          | I TL 425-A   |
| 75  | 1964-02  |                                   | Zio Paperone sorvegliante a vista                                                           | 25     | Sknerus McKwacz                  | Romano Scarpa                     | Rodolfo Cimino                              | I TL 427-C   |
| 76  | 1964-02  |                                   | Paperino e l'affarone d'occasione                                                           | 19     | Kaczor Donald                    | Romano Scarpa                     | Giampaolo Barosso i Abramo Barosso          | I TL 429-A   |
| 77  | 1964-02  |                                   | Quel drittone di Gancio                                                                     | 20     | Elek                             | Romano Scarpa                     | Romano Scarpa                               | I TL 430-B   |
| 78  | 1964-03  |                                   | Pico de Paperis contro „Cervellofacile”                                                     | 15     | Gladiusz Kwaczyński              | Romano Scarpa                     | Guido Martina                               | I TL 431-B   |
| 79  | 1964-03  |                                   | Biancaneve e l'abito stregato                                                               | 30     | Królewna Śnieżka                 | Romano Scarpa                     | Osvaldo Pavese                              | I TL 435-A   |
| 80  | 1964-05  |                                   | Gancio il dritto alla riscossa                                                              | 21     | Elek                             | Romano Scarpa                     | Romano Scarpa                               | I TL 440-A   |
| 81  | 1964-06  |                                   | Ezechiele Lupo e il concorso di bellezza                                                    | 7      | Wilk Bardzozły                   | Romano Scarpa                     | (?)                                         | S AT 90-B    |
| 82  | 1964-06  |                                   | Gancio il dritto dà lezioni!                                                                | 21     | Elek                             | Romano Scarpa                     | Romano Scarpa                               | I TL 445-A   |
| 83  | 1964-07  |                                   | Topolino e il vortice ipnotico                                                              | 30     | Myszka Miki                      | Romano Scarpa                     | Romano Scarpa                               | I TL 452-A   |
| 84  | 1964-08  |                                   | Zio Paperone e la pesa dei gioielli                                                         | 8      | Sknerus McKwacz                  | Romano Scarpa                     | (?)                                         | S AT 92-B    |
| 85  | 1964-08  |                                   | Zio Paperone e i guardiani truffaldini                                                      | 27     | Sknerus McKwacz                  | Romano Scarpa                     | Rodolfo Cimino                              | I TL 453-A   |
| 86  | 1964-08  | Przegapiony podwieczorek          | Paperino e la merenda mancata                                                               | 27     | Kaczor Donald                    | Romano Scarpa                     | Giampaolo Barosso i Abramo Barosso          | I TL 454-A   |
| 87  | 1964-09  |                                   | Around the World in 80 Daze lub Zio Paperone e gli uccelli dorati                           | 17     | Sknerus McKwacz                  | Romano Scarpa                     | Dick Kinney                                 | S 64007      |
| 88  | 1964-09  |                                   | Topolino alle olimpiadi                                                                     | 27     | Myszka Miki                      | Romano Scarpa                     | Gian Giacomo Dalmasso                       | I CWD 16-A   |
| 89  | 1964-09  |                                   | Qui Quo Qua e il pesce commodoro                                                            | 30     | Hyzio, Dyzio i Zyzio             | Romano Scarpa                     | Romano Scarpa                               | I TL 459-A   |
| 90  | 1964-10  |                                   | Sgrizzo il più balzano papero del mondo                                                     | 23     | Fisio                            | Romano Scarpa                     | Romano Scarpa                               | I TL 465-B   |
| 91  | 1964-11  | Awantura o partyturę              | Paperino e lo spartito inedito                                                              | 29     | Kaczor Donald                    | Romano Scarpa                     | Romano Scarpa                               | I TL 466-A   |
| 92  | 1964-11  |                                   | Zio Paperone e l'anfora angolare                                                            | 37     | Sknerus McKwacz                  | Romano Scarpa                     | Pier Carpi                                  | I TL 470-A   |
| 93  | 1964-12  |                                   | Pippo memorabile smemorato                                                                  | 15     | Goofy                            | Romano Scarpa                     | Giampaolo Barosso i Abramo Barosso          | I TL 471-A   |
| 94  | 1964-12  |                                   | Paperino e l'anima gemella                                                                  | 16     | Kaczor Donald                    | Romano Scarpa                     | Ennio Missaglia                             | I TL 474-B   |
| 95  | 1965-01  |                                   | Zio Paperone e l'aurum nigrum                                                               | 31     | Sknerus McKwacz                  | Romano Scarpa                     | Rodolfo Cimino                              | I TL 476-A   |
| 96  | 1965-02  |                                   | Zio Paperone e l'usanza dei Kuang                                                           | 27     | Sknerus McKwacz                  | Romano Scarpa                     | Osvaldo Pavese                              | I TL 479-B   |
| 97  | 1965-02  |                                   | Paperino e le banconote volanti                                                             | 21     | Kaczor Donald                    | Romano Scarpa                     | Giampaolo Barosso i Abramo Barosso          | I TL 481-A   |
| 98  | 1965-02  |                                   | Zio Paperone e il Bukara bucato                                                             | 30     | Sknerus McKwacz                  | Romano Scarpa                     | Giampaolo Barosso i Abramo Barosso          | I TL 483-A   |
| 99  | 1965-03  |                                   | Paperino e il colpo maestro                                                                 | 15     | Kaczor Donald                    | Romano Scarpa                     | Rodolfo Cimino                              | I TL 484-B   |
| 100 | 1965-04  |                                   | Gancio, sei grande!                                                                         | 12     | Elek                             | Romano Scarpa                     | Romano Scarpa                               | I TL 488-B   |
| 101 | 1965-04  |                                   | Zio Paperone e la gara ferroviaria                                                          | 25     | Sknerus McKwacz                  | Romano Scarpa                     | Romano Scarpa                               | I TL 489-A   |
| 102 | 1965-04  | Na koloniach fajnie jest!         | Paperino istruttore di camping                                                              | 30     | Kaczor Donald                    | Romano Scarpa                     | Romano Scarpa                               | I TL 490-C   |
| 103 | 1965-05  |                                   | Paperino e la psicotopologia                                                                | 15     | Kaczor Donald                    | Romano Scarpa                     | Giampaolo Barosso i Abramo Barosso          | I TL 492-B   |
| 104 | 1965-05  | Kaczencja w Arabii                | Zio Paperone e la resina d'Arabia                                                           | 28     | Sknerus McKwacz                  | Romano Scarpa                     | Rodolfo Cimino                              | I TL 493-A   |
| 105 | 1965-06  |                                   | Paperino e la caccia ai debitori                                                            | 18     | Kaczor Donald                    | Romano Scarpa                     | Michele Gazzarri (?)                        | I TL 499-A   |
| 106 | 1965-06  |                                   | Paperino e l'impareggiabile Rob                                                             | 28     | Kaczor Donald                    | Romano Scarpa                     | Guido Martina                               | I TL 500-A   |
| 107 | 1965-06  |                                   | Gancio vince sempre!                                                                        | 15     | Elek                             | Romano Scarpa                     | Romano Scarpa                               | I TL 500-B   |
| 108 | 1965-07  | Stare pieniądze                   | Zio Paperone e il diritto di successione                                                    | 26     | Sknerus McKwacz                  | Romano Scarpa                     | Rodolfo Cimino                              | I TL 501-A   |
| 109 | 1965-07  |                                   | Zio Paperone e il grande „party”                                                            | 25     | Sknerus McKwacz                  | Romano Scarpa                     | Gian Giacomo Dalmasso                       | I TL 504-A   |
| 110 | 1965-09  |                                   | Paperino e l'aurite acuta                                                                   | 31     | Kaczor Donald                    | Romano Scarpa                     | Rodolfo Cimino                              | I TL 511-A   |
| 111 | 1965-10  |                                   | Zio Paperone e le uova d'esportazione                                                       | 21     | Sknerus McKwacz                  | Romano Scarpa                     | Rodolfo Cimino                              | I AT 106-A   |
| 112 | 1965-10  |                                   | Gancio e la sonata soporifera                                                               | 12     | Elek                             | Romano Scarpa                     | Romano Scarpa                               | I TL 514-B   |
| 113 | 1965-10  |                                   | Zio Paperone e la sabbiatura funesta                                                        | 29     | Elek                             | Romano Scarpa                     | Rodolfo Cimino                              | I TL 517-A   |
| 114 | 1965-10  |                                   | Gancio cormorano di fiducia                                                                 | 18     | Elek                             | Romano Scarpa                     | Romano Scarpa                               | I TL 517-B   |
| 115 | 1965-11  |                                   | Paperino agricoltore tapino                                                                 | 26     | Kaczor Donald                    | Romano Scarpa                     | Rodolfo Cimino                              | I TL 520-A   |
| 116 | 1965-12  |                                   | Paperino e i calendari omaggio                                                              | 30     | Kaczor Donald                    | Romano Scarpa                     | Giampaolo Barosso i Abramo Barosso (?)      | I TL 524-A   |
| 117 | 1965-12  |                                   | Gancio e la piñata azteca                                                                   | 26     | Elek                             | Romano Scarpa                     | Romano Scarpa                               | I TL 526-A   |
| 118 | 1966-01  |                                   | Gancio e l'oro del West                                                                     | 18     | Elek                             | Romano Scarpa                     | Romano Scarpa                               | I TL 527-B   |
| 119 | 1966-01  |                                   | Topolino tecnico tenace                                                                     | 15     | Myszka Miki                      | Romano Scarpa                     | Giampaolo Barosso i Abramo Barosso          | I TL 529-A   |
| 120 | 1966-01  |                                   | Topolino e il sano esercizio                                                                | 14     | Myszka Miki                      | Romano Scarpa                     | Giampaolo Barosso i Abramo Barosso (?)      | I TL 530-A   |
| 121 | 1966-01  | Pod skrzydłami harpii             | Zio Paperone e la guardiana alata                                                           | 28     | Sknerus McKwacz                  | Romano Scarpa                     | Rodolfo Cimino                              | I TL 531-A   |
| 122 | 1966-02  | Perła Walii                       | Zio Paperone e la perla del Galles                                                          | 28     | Sknerus McKwacz                  | Romano Scarpa                     | Rodolfo Cimino                              | I TL 533-A   |
| 123 | 1966-02  |                                   | Paperina e il premio di pittura De' Paperoni                                                | 15     | Kaczka Daisy                     | Romano Scarpa                     | Romano Scarpa                               | I TL 534-C   |
| 124 | 1966-03  |                                   | Zio Paperone e la perla del Galles                                                          | 20     | Sknerus McKwacz                  | Romano Scarpa                     | Carlo Chendi                                | I TL 536-A   |
| 125 | 1966-03  |                                   | Paperino e l'elevato destino                                                                | 15     | Sknerus McKwacz                  | Romano Scarpa                     | Rodolfo Cimino                              | I TL 536-B   |
| 126 | 1966-04  |                                   | Paperino e il premio di operosità                                                           | 25     | Kaczor Donald                    | Romano Scarpa                     | Rodolfo Cimino                              | I TL 540-A   |
| 127 | 1966-04  | Daisy i nabici w butelkę          | Paperina e la beffa in bottiglia                                                            | 12     | Kaczka Daisy                     | Romano Scarpa                     | Romano Scarpa                               | I TL 541-A   |
| 128 | 1966-05  |                                   | Paperino e l'hobby preferito                                                                | 29     | Kaczor Donald                    | Romano Scarpa                     | Giampaolo Barosso i Abramo Barosso          | I TL 546-A   |
| 129 | 1966-05  |                                   | Paperino allievo scroccone                                                                  | 20     | Kaczor Donald                    | Romano Scarpa                     | Pier Capri                                  | I TL 548-C   |
| 130 | 1966-06  |                                   | Zio Paperone e la lana vulcanica                                                            | 34     | Sknerus McKwacz                  | Romano Scarpa                     | Rodolfo Cimino                              | I TL 551-A   |
| 131 | 1966-06  |                                   | Paperina testimone oculare                                                                  | 18     | Kaczka Daisy                     | Romano Scarpa                     | Romano Scarpa                               | I TL 552-B   |
| 132 | 1966-07  |                                   | Paperino e lo sprint fulminante                                                             | 18     | Kaczor Donald                    | Romano Scarpa                     | Osvaldo Pavese                              | I AT 115-A   |
| 133 | 1966-07  |                                   | Paperino e l'affare in alto mare                                                            | 27     | Kaczor Donald                    | Romano Scarpa                     | Giampaolo Barosso i Abramo Barosso          | I TL 556-A   |
| 134 | 1966-07  |                                   | Topolino e l'enigma degli ortaggi                                                           | 14     | Myszka Miki                      | Romano Scarpa                     | Romano Scarpa                               | I TL 556-C   |
| 135 | 1966-08  | Kaczor z perłą                    | Zio Paperone e le ingestioni pericolose                                                     | 31     | Sknerus McKwacz                  | Romano Scarpa                     | Rodolfo Cimino                              | I TL 558-A   |
| 136 | 1966-08  | Złodziej z żelaza                 | Zio Paperone e il tetrabassotto                                                             | 27     | Sknerus McKwacz                  | Romano Scarpa                     | Rodolfo Cimino                              | I TL 559-C   |
| 137 | 1966-09  |                                   | Zio Paperone e l'isola fantasma                                                             | 31     | Sknerus McKwacz                  | Romano Scarpa                     | Rodolfo Cimino                              | I TL 562-A   |
| 138 | 1966-09  |                                   | Zio Paperone e la battaglia dei colossi                                                     | 34     | Sknerus McKwacz                  | Romano Scarpa                     | Rodolfo Cimino                              | I TL 565-A   |
| 139 | 1966-10  |                                   | Zio Paperone e i 50 depositi                                                                | 24     | Sknerus McKwacz                  | Romano Scarpa                     | Michele Gazzarri                            | I AT 118-A   |
| 140 | 1966-10  |                                   | Filo Sganga concorrente industriale                                                         | 25     | Filon                            | Romano Scarpa                     | Romano Scarpa                               | I TL 566-C   |
| 141 | 1966-10  | Poezja i proza życia              | Filo Sganga concorrente industriale                                                         | 22     | Kaczor Donald                    | Romano Scarpa                     | Rodolfo Cimino                              | I TL 570-A   |
| 142 | 1966-11  |                                   | Paperino e l'euforgasaur                                                                    | 32     | Kaczor Donald                    | Romano Scarpa                     | Guido Martina                               | I TL 574-A   |
| 143 | 1966-12  |                                   | Zio Paperone soldato di ventura                                                             | 20     | Sknerus McKwacz                  | Romano Scarpa                     | Rodolfo Cimino                              | I AT 120-A   |
| 144 | 1966-12  |                                   | Arriva Paperetta Yè-Yè                                                                      | 40     | Kwakunia                         | Romano Scarpa                     | Romano Scarpa                               | I TL 577-A   |
| 145 | 1967-01  |                                   | I Sette Nani e il mago burlone                                                              | 33     | Siedmiu Krasnoludków             | Romano Scarpa                     | Pier Carpi                                  | I TL 581-A   |
| 146 | 1967-02  |                                   | Paperin Fracassa                                                                            | 60     | Kaczor Donald                    | Romano Scarpa                     | Guido Martina                               | I TL 584-AP  |
| 147 | 1967-03  |                                   | Zio Paperone e la rivale romantica                                                          | 29     | Sknerus McKwacz                  | Romano Scarpa                     | Rodolfo Cimino                              | I TL 590-A   |
| 148 | 1967-04  |                                   | Topolino e l'ultraghiaccio                                                                  | 70     | Myszka Miki                      | Romano Scarpa                     | Romano Scarpa                               | I TL 596-AP  |
| 149 | 1967-06  |                                   | Paperino presenta Il doppio mistero di Slim Magretto e la casa degli svedesi                | 67     | Kaczor Donald                    | Romano Scarpa                     | Guido Martina                               | I TL 602-AP  |
| 150 | 1967-08  | Złodzieje pomidorów               | Topolino e il terribile Kala-Mit                                                            | 64     | Myszka Miki                      | Romano Scarpa                     | Guido Martina                               | I TL 610-AP  |
| 151 | 1967-09  |                                   | Zio Paperone e le fragole di Brigitta                                                       | 38     | Sknerus McKwacz                  | Romano Scarpa                     | Rodolfo Cimino                              | I TL 614-A   |
| 152 | 1967-09  |                                   | Paperetta Yè-Yè e i gatti indossatori                                                       | 22     | Kwakunia                         | Romano Scarpa                     | Romano Scarpa                               | I TL 616-B   |
| 153 | 1967-10  |                                   | Zio Paperone e i microdollari                                                               | 29     | Sknerus McKwacz                  | Romano Scarpa                     | Romano Scarpa i Rodolfo Cimino              | I TL 620-A   |
| 154 | 1967-10  | Żądza pieniądza                   | Zio Paperone e il quadruplicatore                                                           | 27     | Sknerus McKwacz                  | Romano Scarpa                     | Rodolfo Cimino                              | I TL 622-B   |
| 155 | 1967-11  |                                   | Zio Paperone e il quadruplicatore                                                           | 28     | Kaczor Donald                    | Romano Scarpa                     | Rodolfo Cimino                              | I TL 624-A   |
| 156 | 1967-11  |                                   | Topolino e la rapina culmine                                                                | 29     | Myszka Miki                      | Romano Scarpa                     | Gian Giacomo Dalmasso                       | I TL 626-A   |
| 157 | 1967-12  |                                   | Pico De' Paperis restauratore                                                               | 21     | Gladiusz Kwaczyński              | Romano Scarpa                     | Osvaldo Pavese                              | I TL 627-A   |
| 158 | 1967-12  |                                   | Zio Paperone e il sosia elettronico                                                         | 38     | Sknerus McKwacz                  | Romano Scarpa                     | Rodolfo Cimino                              | I TL 629-A   |
| 159 | 1968-01  |                                   | Topolino e il propellente ultrapotente                                                      | 16     | Myszka Miki                      | Romano Scarpa                     | Giampaolo Barosso i Abramo Barosso          | I TL 632-B   |
| 160 | 1968-01  |                                   | Topolino e l'enigma della Sfinge Verde                                                      | 61     | Myszka Miki                      | Romano Scarpa                     | Guido Martina                               | I TL 633-AP  |
| 161 | 1968-02  |                                   | Zio Paperone e il nemico domestico                                                          | 28     | Sknerus McKwacz                  | Romano Scarpa                     | Rodolfo Cimino                              | I TL 639-A   |
| 162 | 1968-03  |                                   | Paperino e l'acqua-cross di Paperopoli                                                      | 28     | Kaczor Donald                    | Romano Scarpa                     | Rodolfo Cimino                              | I TL 640-A   |
| 163 | 1968-04  |                                   | Zio Paperone e i germogli esplosivi                                                         | 30     | Sknerus McKwacz                  | Romano Scarpa                     | Rodolfo Cimino                              | I TL 647-A   |
| 164 | 1968-05  |                                   | The Three Big Leprechauns lub Zio Paperone e i folletti giganti                             | 24     | Sknerus McKwacz                  | Romano Scarpa                     | (?)                                         | S 67169      |
| 165 | 1968-05  |                                   | Topolino e lo scarabeo informatore                                                          | 22     | Myszka Miki                      | Romano Scarpa                     | Osvaldo Pavese                              | I AT 137-A   |
| 166 | 1968-05  |                                   | Zio Paperone e il segreto di Villa Mistero                                                  | 32     | Sknerus McKwacz                  | Romano Scarpa                     | Guido Martina                               | I TL 649-A   |
| 167 | 1968-06  |                                   | Paperino e il miliardario nostalgico                                                        | 33     | Kaczor Donald                    | Romano Scarpa                     | Guido Martina                               | I TL 653-A   |
| 168 | 1968-06  |                                   | Paperino e la cometa atomica                                                                | 37     | Kaczor Donald                    | Romano Scarpa                     | Rodolfo Cimino                              | I TL 654-A   |
| 169 | 1968-06  |                                   | Topolino e la caccia a chissà cosa                                                          | 29     | Myszka Miki                      | Romano Scarpa                     | Giampaolo Barosso i Abramo Barosso          | I TL 654-B   |
| 170 | 1968-07  |                                   | The Stolen Buffalo Hide lub Paperino e il linguaggio della pelle bufalina                   | 17     | Hyzio, Dyzio i Zyzio             | Romano Scarpa                     | (?)                                         | S 66085      |
| 171 | 1968-07  |                                   | Zio Paperone e i bracciali dei Mac Paper                                                    | 27     | Sknerus McKwacz                  | Romano Scarpa                     | Rodolfo Cimino                              | I TL 659-B   |
| 172 | 1968-07  |                                   | Paperino e l'aliantiporto                                                                   | 27     | Kaczor Donald                    | Romano Scarpa                     | Giampaolo Barosso i Abramo Barosso          | I TL 661-A   |
| 173 | 1968-08  |                                   | Zio Paperone e il doppio imbroglio del quadrifoglio                                         | 30     | Sknerus McKwacz                  | Romano Scarpa                     | Guido Martina                               | I TL 663-A   |
| 174 | 1968-09  |                                   | The Watery Menace lub Super Pippo e i pirati della laguna                                   | 17     | Super Goofy                      | Romano Scarpa                     | Romano Scarpa                               | S 68063      |
| 175 | 1968-09  |                                   | Zio Paperone e il traguardo difficile                                                       | 33     | Sknerus McKwacz                  | Romano Scarpa                     | Giampaolo Barosso i Abramo Barosso          | I TL 667-A   |
| 176 | 1968-09  |                                   | Topolino e il colpo perfetto                                                                | 15     | Myszka Miki                      | Romano Scarpa                     | Carlo Chendi                                | I TL 668-C   |
| 177 | 1968-09  |                                   | Topolino e la bussola del Khan                                                              | 40     | Myszka Miki                      | Romano Scarpa                     | Guido Martina                               | I TL 670-A   |
| 178 | 1968-10  |                                   | Pay-As-You-Go Ranch lub Zio Paperone e il Ranch dello Scrocco                               | 15     | Kaczka Daisy                     | Romano Scarpa                     | (?)                                         | S 67090      |
| 179 | 1968-10  |                                   | Paperino e il bacio della gloria                                                            | 31     | Kaczor Donald                    | Romano Scarpa                     | Guido Martina                               | I TL 673-A   |
| 180 | 1968-11  |                                   | The Case of the Soccer Tickets lub Zio Paperone e i trappolatori trappolati                 | 23     | Sknerus McKwacz                  | Romano Scarpa                     | (?)                                         | S 66108      |
| 181 | 1968-11  |                                   | Wheels of Profit lub Paperetta Yè Yè e il treno del profitto                                | 8      | Sknerus McKwacz                  | Romano Scarpa                     | (?)                                         | S 67115      |
| 182 | 1968-11  |                                   | The Pilfering Pelicans lub Zio Paperone e i pellicani ruba-dollari                          | 17     | Sknerus McKwacz                  | Romano Scarpa                     | (?)                                         | S 66141      |
| 183 | 1968-12  |                                   | Zio Paperone e il raggiro di Amelia                                                         | 28     | Sknerus McKwacz i Magika De Czar | Romano Scarpa                     | Rodolfo Cimino                              | I TL 680-A   |
| 184 | 1968-12  | Bohater spod Kaczysburga          | Paperino eroe di Duckburg                                                                   | 31     | Kaczor Donald                    | Romano Scarpa                     | Osvaldo Pavese                              | I TL 683-A   |
| 185 | 1969-01  |                                   | The Sunken City lub Zio Paperone e la città sommersa                                        | 18     | Sknerus McKwacz                  | Romano Scarpa                     | (?)                                         | S 67145      |
| 186 | 1969-01  |                                   | Mad Madam Mim                                                                               | 19     | Wiedźma Mim                      | Romano Scarpa                     | Gian Giacomo Dalmasso                       | S 66127      |
| 187 | 1969-01  |                                   | Zio Paperone e le patate autosbuccianti                                                     | 28     | Sknerus McKwacz                  | Romano Scarpa                     | Rodolfo Cimino                              | I TL 684-A   |
| 188 | 1969-01  |                                   | Zio Paperone e il maleficio blu                                                             | 28     | Sknerus McKwacz                  | Romano Scarpa                     | Rodolfo Cimino                              | I TL 686-A   |
| 189 | 1969-01  |                                   | Paperino e il miliardollaro                                                                 | 31     | Kaczor Donald                    | Romano Scarpa                     | Guido Martina                               | I TL 687-A   |
| 190 | 1969-02  |                                   | Super Goof & The Three Bears lub Super Pippo e il mulino d'oro                              | 19     | Super Goofy                      | Romano Scarpa                     | (?)                                         | S 68121      |
| 191 | 1969-03  | Gangsterzy i filmowcy             | Lights, Camera, Action lub Topolino e la rapina cinematografica                             | 21     | Super Goofy                      | Romano Scarpa                     | Gian Giacomo Dalmasso (?)                   | S 68161      |
| 192 | 1969-03  |                                   | Prologo di „Topolino allo Zecchino d'Oro”                                                   | 9      | Myszka Miki                      | Romano Scarpa                     | Guido Martina                               | I TZO 1-A    |
| 193 | 1969-03  |                                   | Quartetto                                                                                   | 8      | brak (różne postacie Disneya)    | Romano Scarpa                     | Guido Martina                               | I TZO 1-B    |
| 194 | 1969-03  |                                   | Fiaba                                                                                       | 8      | brak (różne postacie Disneya)    | Romano Scarpa                     | Guido Martina                               | I TZO 1-C    |
| 195 | 1969-03  |                                   | Stelle                                                                                      | 8      | brak (różne postacie Disneya)    | Romano Scarpa                     | Guido Martina                               | I TZO 1-D    |
| 196 | 1969-03  |                                   | La giacca rotta                                                                             | 8      | brak (różne postacie Disneya)    | Romano Scarpa                     | Guido Martina                               | I TZO 1-E    |
| 197 | 1969-03  |                                   | Non lo faccio più                                                                           | 8      | brak (różne postacie Disneya)    | Romano Scarpa                     | Guido Martina                               | I TZO 1-F    |
| 198 | 1969-03  |                                   | Il pulcino ballerino                                                                        | 8      | brak (różne postacie Disneya)    | Romano Scarpa                     | Guido Martina                               | I TZO 1-G    |
| 199 | 1969-03  |                                   | Dagli una spinta                                                                            | 8      | brak (różne postacie Disneya)    | Romano Scarpa                     | Guido Martina                               | I TZO 1-H    |
| 200 | 1969-03  |                                   | I fratelli del Far West                                                                     | 8      | brak (różne postacie Disneya)    | Romano Scarpa                     | Guido Martina                               | I TZO 1-I    |
| 201 | 1969-03  |                                   | Popoff                                                                                      | 8      | brak (różne postacie Disneya)    | Romano Scarpa                     | Guido Martina                               | I TZO 1-J    |
| 202 | 1969-03  |                                   | Quarantaquattro gatti                                                                       | 8      | brak (różne postacie Disneya)    | Romano Scarpa                     | Guido Martina                               | I TZO 1-K    |
| 203 | 1969-03  |                                   | Epilogo di „Topolino allo Zecchino d'Oro”                                                   | 3      | Myszka Miki                      | Romano Scarpa                     | Guido Martina                               | I TZO 1-L    |
| 204 | 1969-03  |                                   | Paperino e la elettroperosità                                                               | 29     | Kaczor Donald                    | Romano Scarpa                     | Rodolfo Cimino                              | I TL 692-A   |
| 205 | 1969-03  | Milioner i pucybut                | Zio Paperone e il trita-atomi                                                               | 28     | Sknerus McKwacz                  | Romano Scarpa                     | Osvaldo Pavese                              | I TL 693-A   |
| 206 | 1969-03  |                                   | Zio Paperone e la montagna parlante                                                         | 31     | Sknerus McKwacz                  | Romano Scarpa                     | Rodolfo Cimino                              | I TL 695-A   |
| 207 | 1969-04  |                                   | Aumento di stipendio                                                                        | 15     | Kaczka Daisy                     | Romano Scarpa                     | Carlo Chendi                                | I TL 699-B   |
| 208 | 1969-04  |                                   | Zio Paperone e le caldarroste eccezionali                                                   | 28     | Sknerus McKwacz                  | Romano Scarpa                     | Rodolfo Cimino                              | I TL 700-A   |
| 209 | 1969-06  |                                   | Topolino e il „saluto dei Mac Gregor”                                                       | 29     | Myszka Miki                      | Romano Scarpa                     | Giampaolo Barosso i Abramo Barosso          | I TL 705-D   |
| 210 | 1969-06  |                                   | Zio Paperone e la cornamusa rabdomante                                                      | 27     | Sknerus McKwacz                  | Romano Scarpa                     | Rodolfo Cimino                              | I TL 709-A   |
| 211 | 1969-07  |                                   | Super Pippo e il riduttore a pulsante (nieoficjalny)                                        | 22     | Super Goofy                      | Romano Scarpa                     | (?)                                         | S 68107      |
| 212 | 1969-07  |                                   | One Of Our Aircraft Is Missing lub Super Pippo e la sfida al sultano                        | 19     | Super Goofy                      | Romano Scarpa                     | (?)                                         | S 68199      |
| 213 | 1969-07  |                                   | Zio Paperone e la bocca della verità                                                        | 30     | Sknerus McKwacz                  | Romano Scarpa                     | Osvaldo Pavese                              | I TL 713-A   |
| 214 | 1969-08  |                                   | Paperino e la triscaidecafobia                                                              | 33     | Kaczor Donald                    | Romano Scarpa                     | Guido Martina                               | I TL 718-A   |
| 215 | 1969-09  |                                   | Paperino e la sposa promessa                                                                | 32     | Kaczor Donald                    | Romano Scarpa                     | Romano Scarpa                               | I TL 720-A   |
| 216 | 1969-10  |                                   | Paperetta Yè-Yè e la stella di nessuno (nieoficjalny)                                       | 8      | Bracia Be                        | Romano Scarpa                     | (?)                                         | S 67120      |
| 217 | 1969-10  |                                   | Zio Paperone e i ladroni pennuti                                                            | 29     | Sknerus McKwacz                  | Romano Scarpa                     | Romano Scarpa                               | I TL 723-A   |
| 218 | 196910   |                                   | Topolino e la classica su strada                                                            | 27     | Myszka Miki                      | Romano Scarpa                     | Giampaolo Barosso i Abramo Barosso          | I TL 724-A   |
| 219 | 1969-10  |                                   | Paperino e l'orso ballerino                                                                 | 16     | Kaczor Donald                    | Romano Scarpa                     | Giampaolo Barosso i Abramo Barosso          | I TL 724-C   |
| 220 | 1969-10  |                                   | Pippo e l'apatia volontaria                                                                 | 15     | Goofy                            | Romano Scarpa                     | Carlo Chendi                                | I TL 725-B   |
| 221 | 1969-10  |                                   | Zio Paperone e il misterioso Ghepi                                                          | 33     | Sknerus McKwacz                  | Romano Scarpa                     | Guido Martina                               | I TL 726-A   |
| 222 | 1969-11  |                                   | The Ups and Downs of Life lub Paperetta Yè-Yè e il carro volante                            | 8      | Hyzio, Dyzio i Zyzio             | Romano Scarpa                     | (?)                                         | S 67143      |
| 223 | 1969-11  |                                   | Topolino e il rodeo di Golasecca (nieoficjalny)                                             | 22     | Myszka Miki                      | Romano Scarpa                     | (?)                                         | S 68192      |
| 224 | 1969-11  |                                   | Zio Paperone e la vasca dissipatrice                                                        | 30     | Sknerus McKwacz                  | Romano Scarpa                     | Romano Scarpa                               | I TL 728-A   |
| 225 | 1969-12  |                                   | Paperino e gli zoccoli di cristallo                                                         | 30     | Kaczor Donald                    | Romano Scarpa                     | Giampaolo Barosso i Abramo Barosso          | I TL 732-A   |
| 226 | 1969-12  |                                   | Paperino e la quiete creativa                                                               | 21     | Kaczor Donald                    | Romano Scarpa                     | Rodolfo Cimino                              | I TL 735-B   |
| 227 | 1970-01  |                                   | Paperino e il predominio raggiunto                                                          | 20     | Kaczor Donald                    | Romano Scarpa                     | Carlo Chendi                                | I TL 737-A   |
| 228 | 1970-02  |                                   | Paperinik alla riscossa                                                                     | 60     | Superkwęk                        | Romano Scarpa                     | Guido Martina                               | I TL 743-AP  |
| 229 | 1970-03  |                                   | Paperino e la giornata della bontà                                                          | 36     | Kaczor Donald                    | Romano Scarpa                     | Guido Martina                               | I TL 746-A   |
| 230 | 1970-04  |                                   | Zio Paperone e il rimbombo lunare                                                           | 42     | Sknerus McKwacz                  | Romano Scarpa                     | Guido Martina                               | I TL 749-A   |
| 231 | 1970-04  |                                   | Zio Paperone e la „copia” prodiga                                                           | 27     | Sknerus McKwacz                  | Romano Scarpa                     | Rodolfo Cimino                              | I TL 751-C   |
| 232 | 1970-04  |                                   | Paperon McPaperon e le sterline di Trisnonna Papera                                         | 31     | Sknerus McKwacz                  | Romano Scarpa                     | Guido Martina                               | I TL 752-A   |
| 233 | 1970-05  |                                   | Paperino e il fuorilegge di Pensacola                                                       | 31     | Kaczor Donald                    | Romano Scarpa                     | Guido Martina                               | I TL 754-A   |
| 234 | 1970-05  |                                   | Zio Paperone e i cannoni del Mississippi                                                    | 38     | Sknerus McKwacz                  | Romano Scarpa                     | Guido Martina                               | I TL 755-A   |
| 235 | 1970-05  |                                   | Zio Paperone e l'oro del Klondike                                                           | 39     | Sknerus McKwacz                  | Romano Scarpa                     | Guido Martina                               | I TL 756-A   |
| 236 | 1970-06  |                                   | The Perfect Grape lub Zio Paperone e il grappolo indiano                                    | 24     | Sknerus McKwacz                  | Romano Scarpa                     | Guido Martina (?)                           | S 69095      |
| 237 | 1970-06  | Srebrna legenda                   | Paperetta e la leggenda del luna park                                                       | 31     | Kwakunia                         | Romano Scarpa                     | Romano Scarpa                               | I TL 759-B   |
| 238 | 1970-07  |                                   | Zio Paperone e il banchetto chic                                                            | 15     | Sknerus McKwacz                  | Romano Scarpa                     | Carlo Chendi                                | I TL 765-B   |
| 239 | 1970-08  |                                   | Paperino e l'ostrica d'aprile                                                               | 29     | Kaczor Donald                    | Romano Scarpa                     | Guido Martina (?)                           | I TL 767-B   |
| 240 | 1970-09  |                                   | Zio Paperone e il tunnel sotto la manica                                                    | 69     | Sknerus McKwacz                  | Romano Scarpa                     | Guido Martina                               | I TL 773-AP  |
| 241 | 1970-10  |                                   | The Personality Switch lub Pippo e l'albero delle popodimene                                | 24     | Bracia Be                        | Romano Scarpa                     | Guido Martina (?)                           | S 69038      |
| 242 | 1970-11  |                                   | The Case Of The Missing Dogs lub Topolino e il mistero dei cani scomparsi                   | 24     | Myszka Miki                      | Romano Scarpa                     | (?)                                         | S 69059      |
| 243 | 1970-11  |                                   | Paperino e i ladri di bestiame                                                              | 14     | Kaczor Donald                    | Romano Scarpa                     | Carlo Chendi                                | I TL 783-A   |
| 244 | 1970-12  |                                   | Zio Paperone e la micropubblicità perniciosa                                                | 30     | Sknerus McKwacz                  | Romano Scarpa                     | Rodolfo Cimino                              | I TL 785-A   |
| 245 | 1970-12  |                                   | Zio Paperone e il cibo degli dei                                                            | 31     | Sknerus McKwacz                  | Romano Scarpa                     | Giampaolo Barosso i Abramo Barosso          | I TL 786-A   |
| 246 | 1971-01  |                                   | Paperinik torna a colpire                                                                   | 63     | Superkwęk                        | Romano Scarpa                     | Guido Martina                               | I TL 788-AP  |
| 247 | 1971-01  |                                   | Zio Paperone e le scarpe integrate                                                          | 37     | Sknerus McKwacz                  | Romano Scarpa                     | Rodolfo Cimino                              | I TL 792-A   |
| 248 | 1971-02  |                                   | Paperino e la grande rapina di Tucson                                                       | 52     | Kaczor Donald                    | Romano Scarpa                     | Guido Martina                               | I TL 795-AP  |
| 249 | 1971-03  |                                   | Zio Paperone e il drakkar volante                                                           | 54     | Sknerus McKwacz                  | Romano Scarpa                     | Guido Martina                               | I TL 800-AP  |
| 250 | 1971-04  |                                   | Gastone e la vittoria di Pirro                                                              | 16     | Goguś                            | Romano Scarpa                     | Rodolfo Cimino                              | I TL 803-A   |
| 251 | 1971-05  |                                   | A Wave Of Good Fortune lub Zio Paperone e il tunnel sottomarino                             | 26     | Sknerus McKwacz                  | Romano Scarpa                     | (?)                                         | S 69139      |
| 252 | 1971-05  |                                   | Westward The Course lub Topolino e la miniera dei Gulp                                      | 16     | Myszka Miki                      | Romano Scarpa                     | (?)                                         | S 69144      |
| 253 | 1971-06  |                                   | The Flooglesaurus lub Topolino e il flugosauro                                              | 24     | Goofy                            | Romano Scarpa                     | (?)                                         | S 69088      |
| 254 | 1971-07  |                                   | Goofy Meet Goofy lub Pippo contro Pippo                                                     | 16     | Myszka Miki                      | Romano Scarpa                     | (?)                                         | S 69148      |
| 255 | 1971-08  |                                   | Disappearing Trains lub Topolino e i treni scomparsi                                        | 24     | Myszka Miki                      | Romano Scarpa                     | (?)                                         | S 71049      |
| 256 | 1971-09  |                                   | Mickey’s Adventure In Time lub Topolino e la cavalcata nel tempo                            | 25     | Myszka Miki                      | Romano Scarpa                     | (?)                                         | S 69028      |
| 257 | 1971-09  |                                   | The Great Treasure Hunt lub Zio Paperone e la grande caccia al tesoro                       | 20     | Sknerus McKwacz                  | Romano Scarpa                     | (?)                                         | S 71123      |
| 258 | 1971-09  |                                   | More Treasure Hunting lub Continua la caccia al tesoro                                      | 18     | Sknerus McKwacz                  | Romano Scarpa                     | (?)                                         | S 71141      |
| 259 | 1971-10  |                                   | Still More Treasure Hunt lub La caccia al tesoro prosegue                                   | 20     | Sknerus McKwacz                  | Romano Scarpa                     | (?)                                         | S 71160      |
| 260 | 1971-10  |                                   | The End Of The Treasure Hunt lub Fine della grande caccia al tesoro                         | 18     | Sknerus McKwacz                  | Romano Scarpa                     | (?)                                         | S 71206      |
| 261 | 1971-11  |                                   | The Spray Can Phantom lub Topolino e la fantomatica pistola spray                           | 23     | Myszka Miki                      | Romano Scarpa                     | (?)                                         | S 69159      |
| 262 | 1971-12  |                                   | There Are No Strangers, Only Friends We Haven't Met lub Zio Paperone e la banconota ricordo | 18     | Sknerus McKwacz                  | Romano Scarpa                     | (?)                                         | S 70240      |
| 263 | 1971-12  |                                   | Elevator No. 1 lub Topolino e lo snowbell scomparso                                         | 18     | Myszka Miki                      | Romano Scarpa                     | (?)                                         | S 70208      |
| 264 | 1972-01  |                                   | Rockerduck The Royal lub Zio Paperone e il drago Kandelor                                   | 24     | Sknerus McKwacz                  | Romano Scarpa                     | (?)                                         | S 71039      |
| 265 | 1972-01  | Aktorzy i złodzieje               | Topolino e la compagnia dei dilettanti                                                      | 32     | Sknerus McKwacz                  | Romano Scarpa                     | Osvaldo Pavese (?)                          | I TL 842-A   |
| 266 | 1972-01  |                                   | Zio Paperone e il ritratto a olio                                                           | 16     | Sknerus McKwacz                  | Romano Scarpa                     | Carlo Chendi                                | I TL 842-B   |
| 267 | 1972-01  |                                   | Pippo e la caccia all'indiano                                                               | 20     | Goofy                            | Romano Scarpa                     | Carlo Chendi                                | I TL 843-A   |
| 268 | 1972-01  |                                   | Scrooge Puts A Little Light On The Subject lub Zio Paperone e l'energia fulminea            | 14     | Sknerus McKwacz                  | Romano Scarpa                     | Carlo Chendi                                | S 70229      |
| 269 | 1972-02  |                                   | He Who Steals My Plane, Steals... Uh... lub Zio Paperone e i pirati dell'aria               | 15     | Sknerus McKwacz                  | Romano Scarpa                     | Carlo Chendi                                | S 69152      |
| 270 | 1972-02  |                                   | Paperino e l'intervista sballata                                                            | 15     | Kaczor Donald                    | Romano Scarpa                     | Carlo Chendi                                | I TL 847-D   |
| 271 | 1972-03  |                                   | A Gift For Scrooge lub Zio Paperone e la caccia al puka                                     | 18     | Hyzio, Dyzio i Zyzio             | Romano Scarpa                     | Dick Kinney                                 | S 71101      |
| 272 | 1972-03  |                                   | The Golden Alligator lub Zio Paperone e l'alligatore d'oro                                  | 14     | Bracia Be                        | Romano Scarpa                     | (?)                                         | S 69002      |
| 273 | 1972-04  |                                   | The Viking Raids lub Topolino e le incursioni vichinghe                                     | 15     | Myszka Miki                      | Romano Scarpa                     | (?)                                         | S 70140      |
| 274 | 1972-06  |                                   | Son Of Scrooge lub Zio Paperone e il figlio adottivo                                        | 18     | Sknerus McKwacz                  | Romano Scarpa                     | (?)                                         | S 71369      |
| 275 | 1972-07  |                                   | Pippo e i parastinchi di Olimpia                                                            | 134    | Goofy                            | Romano Scarpa                     | Romano Scarpa                               | I CWD 45-A   |
| 276 | 1972-08  |                                   | As Into A Glass Darkly lub Zio Paperone e la grande bicchierata                             | 24     | Sknerus McKwacz                  | Romano Scarpa                     | (?)                                         | S 71086      |
| 277 | 1972-08  |                                   | Lift High The Roof Beam, Carpenter lub Zio Paperone e i depositi gemelli                    | 12     | Sknerus McKwacz                  | Romano Scarpa                     | Dick Kinney i Carlo Chendi                  | S 71347      |
| 278 | 1972-08  |                                   | A Bit Of Green Stuffe lub Topolino e l'olimpionico in... erba                               | 24     | Myszka Miki                      | Romano Scarpa                     | (?)                                         | S 72224      |
| 279 | 1972-08  |                                   | Zio Paperone e la formula della sfortuna                                                    | 33     | Sknerus McKwacz                  | Romano Scarpa                     | Giampaolo Barosso i Abramo Barosso          | I TL 871-A   |
| 280 | 1972-09  |                                   | Paperetta Yè-Yè e il ricettario abbuffatorio                                                | 33     | Kwakunia                         | Romano Scarpa                     | Romano Scarpa                               | I TL 877-A   |
| 281 | 1972-10  |                                   | Paperino e la norma delle regole                                                            | 37     | Kaczor Donald                    | Romano Scarpa                     | Guido Martina                               | I TL 879-A   |
| 282 | 1972-12  |                                   | Topolino e il „colpo” impossibile                                                           | 34     | Myszka Miki                      | Romano Scarpa                     | Osvaldo Pavese                              | I TL 889-A   |
| 283 | 1973-01  | Porwany na morzu                  | Topolino e l'avventura del pesce-robot                                                      | 60     | Myszka Miki                      | Romano Scarpa                     | Guido Martina                               | I TL 894-AP  |
| 284 | 1973-01  |                                   | Zio Paperone e il tesoro di Atlantide                                                       | 35     | Sknerus McKwacz                  | Romano Scarpa                     | Jerry Siegel                                | I TL 895-B   |
| 285 | 1973-03  |                                   | Zio Paperone e il grande concerto                                                           | 30     | Sknerus McKwacz                  | Romano Scarpa                     | Andrea Fanton                               | I TL 901-A   |
| 286 | 1973-04  |                                   | The Mystery Of The Shrinking Men lub Topolino e l'infernale mini-maxi                       | 23     | Myszka Miki                      | Romano Scarpa                     | (?)                                         | S 72197      |
| 287 | 1973-04  |                                   | Topolino e lo strano caso del furgone scomparso                                             | 37     | Myszka Miki                      | Romano Scarpa                     | Guido Martina                               | I TL 905-A   |
| 288 | 1973-05  |                                   | Zio Paperone e la scorribanda nei secoli                                                    | 32     | Sknerus McKwacz                  | Romano Scarpa                     | Jerry Siegel                                | I TL 911-C   |
| 289 | 1973-07  |                                   | Zio Paperone e i „desperados” di Paperopoli                                                 | 37     | Sknerus McKwacz                  | Romano Scarpa                     | Guido Martina                               | I TL 920-A   |
| 290 | 1973-07  |                                   | Paperino e l'isola dei capoccioni                                                           | 38     | Kaczor Donald                    | Romano Scarpa                     | Rodolfo Cimino                              | I TL 921-A   |
| 291 | 1973-08  |                                   | Topolino ranger dello spazio                                                                | 32     | Myszka Miki                      | Romano Scarpa                     | Jerry Siegel                                | I TL 925-D   |
| 292 | 1973-09  |                                   | Paperino spia                                                                               | 38     | Kaczor Donald                    | Romano Scarpa                     | Jerry Siegel                                | I TL 929-A   |
| 293 | 1973-10  |                                   | Topolino e il gioco made in Japan                                                           | 31     | Myszka Miki                      | Romano Scarpa                     | Andrea Fanton                               | I TL 934-D   |
| 294 | 1973-10  |                                   | Zio Paperone e il dono prestigioso                                                          | 33     | Sknerus McKwacz                  | Romano Scarpa                     | Giampaolo Barosso i Abramo Barosso          | I TL 935-C   |
| 295 | 1973-12  |                                   | Zio Paperone e l'elmo del comando                                                           | 54     | Sknerus McKwacz                  | Romano Scarpa                     | Rodolfo Cimino                              | I TL 940-AP  |
| 296 | 1974-01  |                                   | Zio Paperone e la minaccia monetaria                                                        | 45     | Sknerus McKwacz                  | Romano Scarpa                     | Jerry Siegel                                | I TL 946-A   |
| 297 | 1974-02  |                                   | Little People, Big Ideas lub Le Giovani Marmotte Piccoli paperi grandi trovate              | 12     | Młodzi Skauci                    | Romano Scarpa                     | Elisa Penna                                 | S 69102      |
| 298 | 1974-03  |                                   | Pippo e il ricostituente a ripetizione                                                      | 29     | Goofy                            | Romano Scarpa                     | Michele Gazzarri                            | I TL 954-C   |
| 299 | 1974-03  |                                   | Zio Paperone e la battaglia monumentale                                                     | 21     | Sknerus McKwacz                  | Romano Scarpa                     | Michele Gazzarri                            | I TL 957-A   |
| 300 | 1974-04  |                                   | Zio Paperone e il galateo massacrante                                                       | 28     | Sknerus McKwacz                  | Romano Scarpa                     | Giorgio Pezzin                              | I TL 958-A   |
| 301 | 1974-05  |                                   | Paperino ai mondiali di calcio                                                              | 92     | Kaczor Donald                    | Romano Scarpa                     | Romano Scarpa                               | I CWD 54-A   |
| 302 | 1974-07  |                                   | Paperino e la perfetta letizia                                                              | 29     | Kaczor Donald                    | Romano Scarpa                     | Rodolfo Cimino                              | I AT 211-A   |
| 303 | 1974-07  |                                   | Topolino e i rotoli del museo                                                               | 30     | Myszka Miki                      | Romano Scarpa                     | Bruno Mandelli                              | I TL 974-A   |
| 304 | 1974-09  |                                   | Zio Paperone e il deposito elettronico                                                      | 33     | Sknerus McKwacz                  | Romano Scarpa                     | Giorgio Pezzin                              | I TL 981-A   |
| 305 | 1974-10  |                                   | Gastone e il chiodo paperingio                                                              | 30     | Goguś                            | Romano Scarpa                     | Maria Luisa Ciceri                          | I TL 984-A   |
| 306 | 1974-10  |                                   | Qui Quo Qua e la guerra dei manuali                                                         | 28     | Hyzio, Dyzio i Zyzio             | Romano Scarpa                     | Rodolfo Cimino                              | I TL 985-C   |
| 307 | 1974-11  | Wiosna w butelce                  | Zio Paperone e la primavera in bottiglia                                                    | 26     | Sknerus McKwacz                  | Romano Scarpa                     | Bruno Mandelli                              | I TL 988-C   |
| 308 | 1974-11  |                                   | Paperino e la voce che venne dal nulla                                                      | 34     | Kaczor Donald                    | Romano Scarpa                     | Jerry Siegel                                | I TL 989-A   |
| 309 | 1974-12  |                                   | Topolino e il ladro di scarpe                                                               | 28     | Myszka Miki                      | Romano Scarpa                     | Michele Gazzarri                            | I TL 992-A   |
| 310 | 1974-12  | Straszy kapitan                   | Zio Paperone e il viaggio nel paese-che-non-c'è                                             | 30     | Sknerus McKwacz                  | Romano Scarpa                     | Jerry Siegel                                | I TL 993-A   |
| 311 | 1974-12  |                                   | Paperino legionario                                                                         | 30     | Kaczor Donald                    | Romano Scarpa                     | Jerry Siegel                                | I TL 996-A   |
| 312 | 1975-01  |                                   | Zio Paperone braccato speciale                                                              | 23     | Sknerus McKwacz                  | Romano Scarpa                     | Romano Scarpa                               | I TL 1000-C  |
| 313 | 1975-01  |                                   | Zio Paperone e i funghi dei Nibelunghi                                                      | 31     | Sknerus McKwacz                  | Romano Scarpa                     | Guido Martina (?)                           | I TL 1000-A  |
| 314 | 1975-03  |                                   | Zio Paperone e la festa favolosa                                                            | 31     | Sknerus McKwacz                  | Romano Scarpa                     | Gian Giacomo Dalmasso                       | I TL 1006-A  |
| 315 | 1975-04  | W pustyni i w morzu               | Zio Paperone e il tesoro degli Amurei                                                       | 40     | Sknerus McKwacz                  | Romano Scarpa                     | Rodolfo Cimino                              | I TL 1012-B  |
| 316 | 1975-05  |                                   | Topolino e la piramide di Marsethe IV                                                       | 29     | Myszka Miki                      | Romano Scarpa                     | Michele Gazzarri                            | I AT 221-A   |
| 317 | 1975-06  |                                   | Pippo e la grande minaccia                                                                  | 32     | Goofy                            | Romano Scarpa                     | Romano Scarpa                               | I TL 1022-A  |
| 318 | 1975-08  |                                   | Topolino e la „Magnon 777”                                                                  | 60     | Myszka Miki                      | Romano Scarpa                     | Romano Scarpa                               | I TL 1027-AP |
| 319 | 1975-10  |                                   | Topolino e gli uomini-ostrica                                                               | 40     | Myszka Miki                      | Romano Scarpa                     | Romano Scarpa                               | I TL 1039-A  |
| 320 | 1975-12  |                                   | Zio Paperone e il „gorilla” meccanico                                                       | 33     | Sknerus McKwacz                  | Romano Scarpa                     | Romano Scarpa                               | I TL 1045-A  |
| 321 | 1975-12  | Korkociąg z Tuzco                 | Topolino e il cavatappi di Tuzco                                                            | 33     | Myszka Miki                      | Romano Scarpa                     | Romano Scarpa                               | I TL 1047-C  |
| 322 | 1975-12  |                                   | Topolino e il rampollo di Gancio                                                            | 33     | Myszka Miki                      | Romano Scarpa                     | Romano Scarpa                               | I TL 1048-B  |
| 323 | 1976-03  | Jak dwie krople wody              | Zio Paperone e il casco d'oro                                                               | 75     | Sknerus McKwacz                  | Romano Scarpa                     | Romano Scarpa                               | I TL 1061-AP |
| 324 | 1976-03  |                                   | Topolino e il villino di sogno                                                              | 23     | Myszka Miki                      | Romano Scarpa                     | Romano Scarpa                               | I TL 1061-B  |
| 325 | 1976-04  |                                   | Gancio e il ponte di Losaulito                                                              | 25     | Elek                             | Romano Scarpa                     | Romano Scarpa                               | I TL 1063-B  |
| 326 | 1976-06  |                                   | Topolino e i bottoni imperiali                                                              | 35     | Myszka Miki                      | Romano Scarpa                     | Romano Scarpa                               | I TL 1073-A  |
| 327 | 1976-08  |                                   | Zio Paperone e le palme da colla                                                            | 35     | Sknerus McKwacz                  | Romano Scarpa                     | Romano Scarpa                               | I TL 1082-A  |
| 328 | 1976-09  | Krótkie spięcie                   | Zio Paperone e l'energia elettrittica                                                       | 35     | Sknerus McKwacz                  | Romano Scarpa                     | Romano Scarpa                               | I TL 1084-A  |
| 329 | 1976-10  | Gwiazda Południa                  | Topolino e la „Stella del sud”                                                              | 31     | Myszka Miki                      | Romano Scarpa                     | Romano Scarpa                               | I TL 1090-A  |
| 330 | 1976-10  | Gdzie biznesmenów trzech...       | Zio Paperone e il codice degli affari                                                       | 33     | Sknerus McKwacz                  | Romano Scarpa                     | Romano Scarpa                               | I TL 1091-A  |
| 331 | 1977-01  | Koci detektyw                     | Topolino e il „Pippo-lupo”                                                                  | 35     | Myszka Miki                      | Romano Scarpa                     | Romano Scarpa                               | I TL 1102-B  |
| 332 | 1977-02  |                                   | Zio Paperone e il deposito piramidale                                                       | 32     | Sknerus McKwacz                  | Romano Scarpa                     | Romano Scarpa                               | I TL 1109-B  |
| 333 | 1977-04  |                                   | Topolino e il „carousel” dei furti                                                          | 32     | Myszka Miki                      | Romano Scarpa                     | Romano Scarpa                               | I TL 1114-B  |
| 334 | 1977-06  | Efekt domina                      | Topolino e le „pedine” dell'emiro                                                           | 38     | Myszka Miki                      | Romano Scarpa                     | Romano Scarpa                               | I TL 1124-A  |
| 335 | 1977-07  |                                   | Zio Paperone e il veggente dei guadagni                                                     | 32     | Sknerus McKwacz                  | Romano Scarpa                     | Romano Scarpa                               | I TL 1127-B  |
| 336 | 1977-08  |                                   | Zio Paperone e il tesoro di Tecumseh                                                        | 25     | Sknerus McKwacz                  | Romano Scarpa                     | Romano Scarpa                               | I TL 1132-B  |
| 337 | 1978-03  | Życie to nie teatr                | Gone With The Winned lub Zio Paperone... via col vinto                                      | 13     | Sknerus McKwacz                  | Romano Scarpa                     | Romano Scarpa                               | S 77053      |
| 338 | 1978-08  |                                   | Zio Paperone e l'acqua quietante                                                            | 61     | Sknerus McKwacz                  | Romano Scarpa                     | Romano Scarpa                               | I TL 1189-AP |
| 339 | 1978-11  |                                   | Topolino e la formula fonica                                                                | 31     | Myszka Miki                      | Romano Scarpa                     | Romano Scarpa                               | I TL 1199-A  |
| 340 | 1978-12  | Skarb Montezumy                   | Zio Paperone e il tesoro di Montezuma                                                       | 35     | Sknerus McKwacz                  | Romano Scarpa                     | Guido Martina                               | I TL 1202-A  |
| 341 | 1978-12  |                                   | Topolino e il mini-safari ecologico                                                         | 35     | Myszka Miki                      | Romano Scarpa                     | Guido Martina                               | I TL 1203-B  |
| 342 | 1979-02  |                                   | Topolino e le impronte rivelatrici                                                          | 33     | Myszka Miki                      | Romano Scarpa                     | Guido Martina                               | I TL 1211-A  |
| 343 | 1979-04  |                                   | Topolino e le metamorfosi di Zombi                                                          | 32     | Myszka Miki                      | Romano Scarpa                     | Guido Martina                               | I TL 1218-B  |
| 344 | 1979-05  |                                   | Paperino e il record forzato                                                                | 20     | Kaczor Donald                    | Romano Scarpa                     | Romano Scarpa                               | I TL 1224-A  |
| 345 | 1979-05  |                                   | Topolino e i segreti di casadiavolo                                                         | 63     | Myszka Miki                      | Romano Scarpa                     | Guido Martina                               | I TL 1225-AP |
| 346 | 1979-08  | Kaczor Donald i tyran z północy   | Paperino e il tiranno del Nord                                                              | 66     | Kaczor Donald                    | Romano Scarpa                     | Romano Scarpa                               | I TL 1236-AP |
| 347 | 1979-09  | W Weronie                         | L'amorosa istoria di Papero Meo e Gioietta Paperina                                         | 15     | Kaczor Donald                    | Romano Scarpa                     | Guido Martina                               | I TV79036-1  |
| 348 | 1979-11  |                                   | Topolino e il mito di Gancio                                                                | 35     | Myszka Miki                      | Romano Scarpa                     | Romano Scarpa                               | I TL 1252-A  |
| 349 | 1979-12  |                                   | Topolino e gli Ufo-pirati di Topolunia                                                      | 34     | Myszka Miki                      | Romano Scarpa                     | Guido Martina                               | I TL 1253-A  |
| 350 | 1980-01  | Sknerus i badania instytutu Foxan | Zio Paperone e l'indagine Foxan                                                             | 34     | Sknerus McKwacz                  | Romano Scarpa                     | Romano Scarpa                               | I TL 1259-A  |
| 351 | 1980-02  | Zaginiony piasek                  | Topolino e il dilemma dei cargo                                                             | 35     | Myszka Miki                      | Romano Scarpa                     | Romano Scarpa                               | I TL 1262-A  |
| 352 | 1980-03  |                                   | Donald’s Holiday lub Paperino e una vacanza tranquilla                                      | 10     | Kaczor Donald                    | Romano Scarpa                     | Ed Nofziger                                 | S 76126      |
| 353 | 1980-04  |                                   | Zio Paperone e la febbre del rodio                                                          | 68     | Sknerus McKwacz                  | Romano Scarpa                     | Romano Scarpa                               | I TL 1270-AP |
| 354 | 1980-06  |                                   | Topolino e lo straordinario „Stravigarius”                                                  | 66     | Myszka Miki                      | Romano Scarpa                     | Romano Scarpa                               | I TL 1281-AP |
| 355 | 1980-08  |                                   | Uncle Scrooge and the Uncoupled Book-End lub Zio Paperone e la condizione imposta           | 14     | Sknerus McKwacz                  | Romano Scarpa                     | Romano Scarpa                               | S 79065      |
| 356 | 1980-09  | Młody, zdolny, kreatywny          | Zio Paperone e il nipote ideale                                                             | 38     | Sknerus McKwacz                  | Romano Scarpa                     | Romano Scarpa                               | I TL 1294-A  |
| 357 | 1980-11  |                                   | Topolino e la quiete lacustre                                                               | 35     | Myszka Miki                      | Romano Scarpa                     | Romano Scarpa                               | I TL 1301-A  |
| 358 | 1981-02  |                                   | The Surprise Guest lub Topolino e l'ospite a sorpresa                                       | 16     | Myszka Miki                      | Romano Scarpa                     | Romano Scarpa                               | S 79116      |
| 359 | 1981-02  |                                   | Storie stellari: Paperobot contro i Paperoidi                                               | 71     | Kaczor Donald                    | Romano Scarpa                     | Romano Scarpa                               | I TL 1317-AP |
| 360 | 1981-05  |                                   | The Suspect Blonde lub Topolino e la bionda sospetta                                        | 16     | Myszka Miki                      | Romano Scarpa                     | Romano Scarpa                               | S 80066      |
| 361 | 1981-06  | Linia szczęścia                   | Paperino e la linea della fortuna                                                           | 25     | Kaczor Donald                    | Romano Scarpa                     | Guido Martina                               | I TL 1334-A  |
| 362 | 1981-07  |                                   | Donald Duck's Diploma lub Donald Duck's Diploma                                             | 10     | Kaczor Donald                    | Romano Scarpa                     | Ed Nofziger                                 | S 77040      |
| 363 | 1981-07  |                                   | Zio Paperone e i semi delle Esperidi                                                        | 35     | Sknerus McKwacz                  | Romano Scarpa                     | Romano Scarpa                               | I TL 1338-A  |
| 364 | 1981-08  | Krzywy skarbiec Kaczogrodu        | The Big Break-in lub Zio Paperone e le suole da scasso                                      | 15     | Sknerus McKwacz                  | Romano Scarpa                     | Carl Fallberg                               | S 77048      |
| 365 | 1981-08  |                                   | Topolino e il diabolico complotto                                                           | 25     | Myszka Miki                      | Romano Scarpa                     | Guido Martina                               | I TL 1343-A  |
| 366 | 1981-09  |                                   | Topolino e il pozzo di San Patrizio                                                         | 25     | Myszka Miki                      | Romano Scarpa                     | Guido Martina                               | I TL 1348-A  |
| 367 | 1982-05  |                                   | Zio Paperone e il tempo del tè                                                              | 23     | Sknerus McKwacz                  | Romano Scarpa                     | Frank Gordon Payne                          | I TL 1379-B  |
| 368 | 1982-06  |                                   | Brigitta e lo „scoop” sensazionale                                                          | 31     | Kaczencja                        | Romano Scarpa                     | Romano Scarpa                               | I TL 1384-A  |
| 369 | 1982-07  |                                   | Topolino e la favolosa erba voglio                                                          | 25     | Myszka Miki                      | Romano Scarpa                     | Guido Martina                               | I TL 1390-A  |
| 370 | 1982-08  |                                   | The Handle Mystery lub Topolino e la maniglia di Nelson                                     | 15     | Myszka Miki                      | Romano Scarpa                     | Romano Scarpa                               | S 80106      |
| 371 | 1982-11  |                                   | La storia di Marco Polo detta Il Milione                                                    | 126    | brak (różne postacie Disneya)    | Romano Scarpa                     | Romano Scarpa i Guido Martina               | I TL 1409-AP |
| 372 | 1983-04  |                                   | Mickey Mouse And The Feathered Smugglers lub Topolino e i ladri piumati                     | 15     | Goofy i Myszka Miki              | Romano Scarpa                     | Romano Scarpa                               | S 80105      |
| 373 | 1983-07  |                                   | Topolino in: c'è dollaro e dollaro                                                          | 26     | Myszka Miki                      | Romano Scarpa                     | Angelo Palmas                               | I TL 1442-A  |
| 374 | 1983-08  |                                   | Topolino e l'idolo vulcanico                                                                | 34     | Myszka Miki                      | Romano Scarpa                     | Romano Scarpa                               | I TL 1447-A  |
| 375 | 1983-09  |                                   | Topolino e la Regina d'Africa                                                               | 32     | Myszka Miki                      | Romano Scarpa                     | Romano Scarpa                               | I TP 6-1     |
| 376 | 1983-09  | Warzywa, owoce i lód              | Zio Paperone e le piantagioni polari                                                        | 34     | Sknerus McKwacz                  | Romano Scarpa                     | Giorgio Pezzin                              | I TL 1452-B  |
| 377 | 1983-11  | Postęp i elektryfikacja           | Topolino e il fantastico „Tokamak”                                                          | 35     | Myszka Miki                      | Romano Scarpa                     | Giorgio Pezzin                              | I TL 1459-A  |
| 378 | 1984-01  |                                   | Topolino e la breve „vacanza”                                                               | 32     | Myszka Miki                      | Romano Scarpa                     | Bruno Concina                               | I TL 1466-A  |
| 379 | 1984-01  |                                   | Topolino e le rane saltatrici                                                               | 57     | Myszka Miki                      | Romano Scarpa                     | Romano Scarpa                               | I TL 1468-AP |
| 380 | 1984-02  | Złote ferro                       | Topolino e il ferro d'oro                                                                   | 44     | Myszka Miki                      | Romano Scarpa                     | Romano Scarpa                               | I TL 1474-A  |
| 381 | 1984-04  | Milion milionowi nierówny         | One Million Chase lub Zio Paperone in chicchi di riso e monete d'oro                        | 13     | Sknerus McKwacz                  | Romano Scarpa                     | Romano Scarpa                               | S 80107      |
| 382 | 1984-07  |                                   | sequel a „Pippo e i parastinchi di Olimpia”                                                 | 19     | Goofy                            | Romano Scarpa                     | Romano Scarpa                               | I CD 91-B    |
| 383 | 1984-08  |                                   | Zio Paperone e il ferragosto in città                                                       | 32     | Sknerus McKwacz                  | Romano Scarpa                     | Bruno Concina                               | I TL 1498-A  |
| 384 | 1984-12  |                                   | Buck alias Pluto e il richiamo della foresta                                                | 52     | Pluto                            | Romano Scarpa                     | Guido Martina                               | I TL 1518-AP |
| 385 | 1985-02  |                                   | Venezia e i tesori De' Paperoni                                                             | 43     | Sknerus McKwacz                  | Romano Scarpa                     | Romano Scarpa                               | I TL 1524-AP |
| 386 | 1985-03  |                                   | Topolino e la vacanza da nababbi                                                            | 30     | Myszka Miki                      | Romano Scarpa                     | Staff di IF                                 | I TL 1528-A  |
| 387 | 1985-05  | Za kulisami                       | Topolino dietro il sipario                                                                  | 32     | Myszka Miki                      | Romano Scarpa                     | Romano Scarpa                               | I TL 1536-A  |
| 388 | 1985-06  |                                   | Topolino e il vandalo del plenilunio                                                        | 55     | Myszka Miki                      | Romano Scarpa                     | Giorgio Ferrari                             | I TL 1543-AP |
| 389 | 1985-08  |                                   | The Seven Golden Mushrooms lub Zio Paperone e i funghi d'oro                                | 18     | Sknerus McKwacz i Kaczor Donald  | Romano Scarpa                     | Romano Scarpa                               | S 80104      |
| 390 | 1985-12  |                                   | Paperino e il Natale... spaziale                                                            | 28     | Kaczor Donald                    | Romano Scarpa                     | Massimo Marconi                             | I TL 1569-C  |
| 391 | 1986-01  |                                   | I 7 Nani e il cristallo di Re Arbor                                                         | 33     | Siedmiu Krasnoludków             | Romano Scarpa                     | Romano Scarpa                               | I TL 1571-A  |
| 392 | 1986-03  | Potwór z jeziora                  | Topolino e il mostro del lago                                                               | 39     | Myszka Miki                      | Romano Scarpa                     | Giorgio Pezzin                              | I TL 1580-A  |
| 393 | 1986-03  | Troglodyci i kosmici              | Topolino e gli invasori preistorici                                                         | 31     | Myszka Miki                      | Romano Scarpa                     | Giorgio Pezzin                              | I TL 1582-B  |
| 394 | 1986-09  |                                   | Paperino e Paperoga animatori turistici                                                     | 30     | Kaczor Donald i Dziobas          | Romano Scarpa i Sandro Del Conte  | Giorgio Pezzin                              | I TL 1606-A  |
| 395 | 1986-09  |                                   | Zio Paperone e il giardino pietrificato                                                     | 33     | Sknerus McKwacz                  | Romano Scarpa i Maurizio Amendola | Fabio Michelini                             | I TL 1607-A  |
| 396 | 1986-09  |                                   | Topolino e i quattro fedelissimi                                                            | 31     | Myszka Miki                      | Romano Scarpa i Maurizio Amendola | Maurizio Amendola                           | I TL 1608-B  |
| 397 | 1986-11  |                                   | Zio Paperone il recupero del Paperic                                                        | 68     | Sknerus McKwacz                  | Romano Scarpa                     | Giorgio Pezzin                              | I TL 1616-AP |
| 398 | 1986-12  |                                   | I 7 Nani e la fonte meravigliosa                                                            | 44     | Siedmiu Krasnoludków             | Romano Scarpa                     | Romano Scarpa                               | I TL 1622-A  |
| 399 | 1987-01  |                                   | Zio Paperone e i piselli spaziali                                                           | 33     | Sknerus McKwacz                  | Romano Scarpa i Maurizio Amendola | Maurizio Amendola                           | I TL 1624-A  |
| 400 | 1987-02  |                                   | Zio Paperone e la giornata storta                                                           | 30     | Sknerus McKwacz                  | Romano Scarpa i Sandro Del Conte  | Staff di IF                                 | I TL 1628-A  |
| 401 | 1987-02  |                                   | Le telericette                                                                              | 26     | Kaczka Daisy                     | Romano Scarpa                     | Carlo Panaro                                | I TL 1630-A  |
| 402 | 1987-03  |                                   | Paperino e la muscolomania                                                                  | 30     | Kaczor Donald                    | Romano Scarpa i Maurizio Amendola | Giorgio Pezzin                              | I TL 1635-C  |
| 403 | 1987-04  |                                   | Paperino e la sfortuna storica                                                              | 25     | Kaczor Donald                    | Romano Scarpa                     | Staff di IF                                 | I TL 1638-C  |
| 404 | 1987-05  |                                   | Paperino e il dipinto ingannatore                                                           | 29     | Kaczor Donald                    | Romano Scarpa i Maurizio Amendola | Carlo Panaro                                | I TL 1640-B  |
| 405 | 1987-05  |                                   | Paperino e la notte... lupina                                                               | 27     | Kaczor Donald                    | Romano Scarpa i Sandro Del Conte  | Carlo Panaro                                | I TL 1644-B  |
| 406 | 1987-06  |                                   | Zio Paperone e il supermaxiassegno                                                          | 32     | Sknerus McKwacz                  | Romano Scarpa i Maurizio Amendola | Maurizio Amendola                           | I TL 1645-A  |
| 407 | 1987-07  |                                   | Paperino e il trono in... ombra                                                             | 32     | Kaczor Donald                    | Romano Scarpa i Maurizio Amendola | Piero Degli Antoni                          | I TL 1650-A  |
| 408 | 1987-07  |                                   | The Perfect Pet lub Il clan dei paperi: Paperino e il compagno di giochi                    | 9      | Kaczor Donald                    | Romano Scarpa                     | (?)                                         | S 86024      |
| 409 | 1987-09  | Horoskop z komputera              | Zio Paperone e l'oroscopo elettronico                                                       | 29     | Sknerus McKwacz                  | Romano Scarpa i Maurizio Amendola | Piero Degli Antoni                          | I TL 1659-A  |
| 410 | 1987-09  | Smykałka do biznesu               | Paperina e lo charme finanziario                                                            | 27     | Kaczka Daisy                     | Romano Scarpa i Sandro Del Conte  | Paolo Crecchi                               | I TL 1660-B  |
| 411 | 1987-10  | Zapach pieniędzy                  | The Dollar Stalactite lub Zio Paperone e il tesoro profumato                                | 14     | Sknerus McKwacz i Młodzi Skauci  | Romano Scarpa                     | Romano Scarpa                               | S 86139      |
| 412 | 1987-10  |                                   | Paperino e il pozzo senza fondo                                                             | 27     | Kaczor Donald                    | Romano Scarpa i Maurizio Amendola | Pier Francesco Prosperi                     | I TL 1662-B  |
| 413 | 1987-11  |                                   | Zio Paperone e i funghi canterini                                                           | 29     | Sknerus McKwacz                  | Romano Scarpa i Maurizio Amendola | Sisto Nigro                                 | I TL 1667-B  |
| 414 | 1987-11  | Pluszowa kaczuszka                | La macchina giocografica                                                                    | 28     | Kaczka Daisy                     | Romano Scarpa i Sandro Del Conte  | Carlo Panaro                                | I TL 1668-B  |
| 415 | 1987-12  | W labiryncie                      | Zio Paperone e il labirantifurto                                                            | 31     | Sknerus McKwacz                  | Romano Scarpa i Maurizio Amendola | Maurizio Amendola                           | I TL 1671-B  |
| 416 | 1988-01  |                                   | Paperino e il naufragio delle buone maniere                                                 | 21     | Kaczor Donald                    | Romano Scarpa i Maurizio Amendola | Rodolfo Cimino                              | I TL 1678-B  |
| 417 | 1988-02  | Żaba z żelaza                     | Zio Paperone e la concorrenza sottomarina                                                   | 28     | Sknerus McKwacz                  | Romano Scarpa i Maurizio Amendola | Rodolfo Cimino                              | I TL 1682-B  |
| 418 | 1988-03  |                                   | Zio Paperone e il segreto dei Nahuas                                                        | 30     | Sknerus McKwacz                  | Romano Scarpa i Sandro Del Conte  | Gabriella Damianovich                       | I TL 1687-A  |
| 419 | 1988-04  |                                   | Topolino e la giornata storta                                                               | 25     | Myszka Miki                      | Romano Scarpa i Maurizio Amendola | Maurizio Amendola                           | I TL 1689-A  |
| 420 | 1988-07  |                                   | Paperolimpiadi                                                                              | 250    | brak (różne postacie Disneya)    | Romano Scarpa                     | Romano Scarpa                               | I TL 1705-AP |
| 421 | 1988-12  |                                   | The Procrastinator                                                                          | 10     | Hyzio, Dyzio i Zyzio             | Romano Scarpa                     | Pete Hansen                                 | S 86081      |
| 422 | 1989-01  | Zazdrość i gastronomia            | Zio Paperone e la gelosia gastronomica                                                      | 31     | Sknerus McKwacz                  | Romano Scarpa                     | Alessandro Bencivenni                       | I TL 1727-A  |
| 423 | 1989-06  | Ukryte marzenie                   | Zio Paperone e il sogno nel cassetto                                                        | 28     | Sknerus McKwacz                  | Romano Scarpa                     | Carlo Panaro                                | I TL 1749-C  |
| 424 | 1989-07  |                                   | Topolino capostazione                                                                       | 35     | Myszka Miki                      | Romano Scarpa                     | Bruno Concina                               | I TL 1756-A  |
| 425 | 1989-07  |                                   | Pippo & Gancio fast food                                                                    | 30     | Goofy i Elek                     | Romano Scarpa                     | Carlo Panaro                                | I TL 1757-A  |
| 426 | 1989-08  |                                   | Zio Paperone e l'inversione cromatica                                                       | 34     | Sknerus McKwacz                  | Romano Scarpa                     | Carlo Panaro                                | I TL 1759-A  |
| 427 | 1989-10  |                                   | Zio Paperone e il „tradimento” di Brigitta                                                  | 30     | Sknerus McKwacz i Kaczencja      | Romano Scarpa                     | Staff di IF                                 | I TL 1768-A  |
| 428 | 1989-07  |                                   | Topolino e l'enigma di Brigaboom                                                            | 134    | Myszka Miki                      | Romano Scarpa                     | Romano Scarpa                               | I TL 1779-BP |
| 429 | 1990     |                                   | Aventures à Eurodisney lub Avventure a Eurodisney                                           | 44     | Sknerus McKwacz                  | Romano Scarpa                     | Jacques Lelièvre                            | E GN 92-03   |
| 430 | 1990-05  |                                   | Topolino e la banda dello sternuto                                                          | 121    | Myszka Miki                      | Romano Scarpa                     | Romano Scarpa                               | I TL 1800-BP |
| 431 | 1990-III |                                   | Caught in a Flash!                                                                          | 8      | Chip i Dale                      | Romano Scarpa                     | Bobbi J.G. Weiss                            | KZ 0190      |
| 432 | 1990-III |                                   | Undermining Schemes                                                                         | 8      | Chip i Dale                      | Romano Scarpa                     | Bobbi J.G. Weiss                            | KZ 0290      |
| 433 | 1991-05  |                                   | New Kid on the Dock                                                                         | 16     | Chip i Dale                      | Romano Scarpa                     | Bobbi J.G. Weiss                            | KZ 3090      |
| 434 | 1991-06  |                                   | Topolino e gli uomini vespa                                                                 | 107    | Myszka Miki                      | Romano Scarpa                     | Romano Scarpa                               | I TL 1853-BP |
| 435 | 1991-09  |                                   | TV Troubles lub Topolino e Pippo in problemi di TV                                          | 9      | Myszka Miki i Goofy              | Romano Scarpa                     | Ed Nofziger                                 | S 88227      |
| 436 | 1991-09  |                                   | It's a Plunderful Life!                                                                     | 24     | Super Baloo                      | Romano Scarpa i Luciano Gatto     | Bobbi J.G. Weiss                            | KZ 4990      |
| 437 | 1992-03  | Bilet numer jeden                 | I paperi di Paperopoli alla conquista del „Mitico Ticket”                                   | 76     | brak (różne postacie Disneya)    | Romano Scarpa                     | Romano Scarpa                               | I TL 1894-BP |
| 438 | 1992-11  |                                   | Topolino in: Ciao Minnotchka                                                                | 108    | Myszka Miki                      | Romano Scarpa                     | Romano Scarpa                               | I TL 1929-BP |
| 439 | 1994-01  |                                   | Paperino e Gastone ...scherzi a parte!                                                      | 31     | Kaczor Donald i Goguś            | Romano Scarpa                     | Fabio Michelini                             | I TL 1988-B  |
| 440 | 1994-02  |                                   | Chi ha rubato Topolino 2000?                                                                | 99     | brak (różne postacie Disneya)    | Romano Scarpa                     | Carlo Panaro                                | I TL 1996-CP |
| 441 | 1994-03  | Sekretny pamietnik cioci Gryzi    | Topolino e il diario segreto di zia Topolinda                                               | 37     | Myszka Miki                      | Romano Scarpa                     | Claudia Salvatori                           | I TL 1998-A  |
| 442 | 1994-07  |                                   | Topolino e l'artista vagabondo                                                              | 63     | Myszka Miki                      | Romano Scarpa                     | Carlo Panaro                                | I TL 2017-1  |
| 443 | 1995-01  |                                   | Topolino e l'imperatore della risata                                                        | 44     | Myszka Miki                      | Romano Scarpa                     | Carlo Panaro                                | I TL 2040-1  |
| 444 | 1995-01  |                                   | Pippo & Gancio e il restauro di prestigio                                                   | 27     | Goofy i Elek                     | Romano Scarpa                     | Carlo Panaro                                | I TL 2044-1  |
| 445 | 1995-03  | Trudy edukacji                    | Paperino e l'espediente educativo                                                           | 27     | Kaczor Donald                    | Romano Scarpa                     | Carlo Panaro                                | I TL 2051-1  |
| 446 | 1995-05  |                                   | Zio Paperone e la formula della ricchezza                                                   | 54     | Sknerus McKwacz                  | Romano Scarpa                     | Carlo Panaro                                | I TL 2058-1  |
| 447 | 1995-07  |                                   | Paperino e l'abilità esplosiva                                                              | 32     | Kaczor Donald                    | Romano Scarpa                     | Giorgio Pezzin                              | I TL 2069-4  |
| 448 | 1995-08  |                                   | Pippo telespettatore all'ingrosso                                                           | 22     | Goofy                            | Romano Scarpa                     | Luca Boschi                                 | I TL 2072-1  |
| 449 | 1995-09  | Kosztowne hobby                   | Zio Paperone e l'hobby azzeccato                                                            | 29     | Sknerus McKwacz                  | Romano Scarpa                     | Carlo Panaro                                | I TL 2075-1  |
| 450 | 1995-11  |                                   | GM Stazione Spaziale                                                                        | 25     | Młodzi Skauci                    | Romano Scarpa                     | Romano Scarpa i François Corteggiani        | I GM 10-3    |
| 451 | 1995-12  |                                   | Zio Paperone e le buone azioni                                                              | 39     | Sknerus McKwacz                  | Romano Scarpa                     | Carlo Gentina                               | I TL 2091-1  |
| 452 | 1996-04  |                                   | Basettoni e la dieta da fame                                                                | 15     | Komisarz O’Hara                  | Romano Scarpa                     | Giorgio Pezzin                              | I TL 2109-1  |
| 453 | 1996-08  |                                   | Topolino e la memoria futura                                                                | 43     | Myszka Miki                      | Romano Scarpa                     | Enzo Biagi i Alessandro Sisti               | I TL 2125-1  |
| 454 | 1996-09  |                                   | Basettoni e la gara di pittura                                                              | 10     | Komisarz O’Hara                  | Romano Scarpa                     | Giorgio Pezzin                              | I TL 2130-3  |
| 455 | 1996-10  | Odjazdowy zjazd                   | Paperino e la allegra rimpatriata                                                           | 23     | Kaczor Donald                    | Romano Scarpa                     | Bruno Sarda                                 | I TL 2134-5  |
| 456 | 1997-01  | Milioner na wiosnę                | Battista e quel che resta del sogno                                                         | 24     | Harpagon                         | Romano Scarpa                     | Paolo Cavaglione i Gianfranco Cordara       | I TL 2144-2  |
| 457 | 1997-02  |                                   | Gambadilegno e la „banda delle pupe”                                                        | 22     | Czarny Piotruś                   | Romano Scarpa                     | Tito Faraci                                 | I TL 2150-1  |
| 458 | 1997-02  | Znikający kuzyn                   | Topolino e la sindrome visionaria                                                           | 56     | Myszka Miki                      | Romano Scarpa                     | Silvano Mezzavilla                          | I TL 2152-4P |
| 459 | 1997-04  | W poszukiwaniu straconej ciszy    | Una baita per Ciccio                                                                        | 24     | Gęgul Gęg                        | Romano Scarpa                     | Luca Boschi                                 | I TL 2161-1  |
| 460 | 1997-07  |                                   | Paperino e le „pitto-pareti” boom                                                           | 25     | Kaczor Donald                    | Romano Scarpa                     | Fabio Michelini                             | I TL 2173-1  |
| 461 | 1998-01  | Złota rączka                      | Orazio e le riparazioni a catena                                                            | 24     | Horacy                           | Romano Scarpa                     | Carlo Panaro                                | I TL 2198-1  |
| 462 | 1998-12  | Opowiastka wigilijna              | Mickey et les douceurs de Noël lub Topolino e le dolcezze del Natale                        | 14     | Myszka Miki                      | Romano Scarpa                     | Romano Scarpa                               | F JM 98235   |
| 463 | 2000-02  | Edukacja Piotrusia                | History Re-Petes Itself lub Topolino in: Un ragazzo davvero „in Gamba"!                     | 12     | Myszka Miki                      | Romano Scarpa                     | David Gerstein                              | D 99156      |
| 464 | 2001-07  | Ten się śmieje...                 | Funny Carrots lub Le carote dell'allegria                                                   | 16     | Sknerus McKwacz                  | Romano Scarpa                     | Romano Scarpa                               | D 2000-188   |
| 465 | 2001-12  |                                   | A Quiet Day At The Beach lub Topolino e un tranquillo giorno in spiaggia                    | 10     | Myszka Miki                      | Romano Scarpa                     | Jeff Hamill                                 | D/E 2000-003 |
| 466 | 2002-12  | W kręgu podejrzeń                 | Security lub Zio Paperone – Questione di sicurezza                                          | 12     | Sknerus McKwacz                  | Romano Scarpa                     | Terry LaBan                                 | D/D 2000-021 |
| 467 | 2003-03  | Zaskakująca panna młoda           | All You Need Is Love lub Zio Paperone e un affare di cuore                                  | 13     | Sknerus McKwacz                  | Romano Scarpa                     | Terry LaBan                                 | D/D 2000-022 |
| 468 | 2003-05  | Wiszące ogrody Sknerusa           | The Keeper Of Babylon Gardens lub Paperino il custode dei giardini di Babilonia             | 12     | Sknerus McKwacz                  | Romano Scarpa                     | Lars Jensen                                 | D/D 2002-002 |
| 469 | 2004-08  | Ciąg dalszy nastąpi               | The Sequel Machine lub Paperino e la sindrome del seguito                                   | 12     | Kaczor Donald                    | Romano Scarpa                     | Olaf Moriarty Solstrand                     | D/D 2002-009 |
| 470 | 2005-05  | Wielki strajk                     | Strike Zone lub Topolino – Barili, scioperi e salmoni                                       | 10     | Myszka Miki                      | Romano Scarpa                     | Carol McGreal i Pat McGreal                 | D/D 2000-019 |
| 471 | 2006     | Usługa gratis                     | Don't Worry About It                                                                        | 10     | Goofy                            | Romano Scarpa                     | Byron Erickson, Ed Nofziger i Romano Scarpa | D 2004-236   |
| 472 | 2006-06  | Bolid, który skakał               | The Photonic Muffler lub Topolino e la marmitta fotonica                                    | 18     | Myszka Miki                      | Romano Scarpa                     | Romano Scarpa i Luca Boschi                 | XU GEM 106   |
| 473 | 2007-06  | Genetyka dla chomika              | The Transmutant Gifts lub Topolino e i regali mutanti                                       | 16     | Myszka Miki                      | Romano Scarpa                     | Romano Scarpa                               | D/D 2001-017 |
| 474 | 2007-08  |                                   | Zio Paperone e il segreto della palandrana                                                  | 16     | Sknerus McKwacz                  | Romano Scarpa                     | Romano Scarpa i Luca Boschi                 | I ZP 210-1   |
| 475 | 2008-07  | Wspólny wróg                      | My Enemy's Enemy                                                                            | 17     | Sknerus McKwacz                  | Romano Scarpa                     | Dave Rawson                                 | D/D 2002-019 |
| 476 | 2009-12  |                                   | Zio Paperone e gli uccelli dorati                                                           | 18     | Sknerus McKwacz                  | Romano Scarpa i Luca Boschi       | Romano Scarpa i Luca Boschi                 | I DAO 5-1    |